# Живопис фламандського бароко

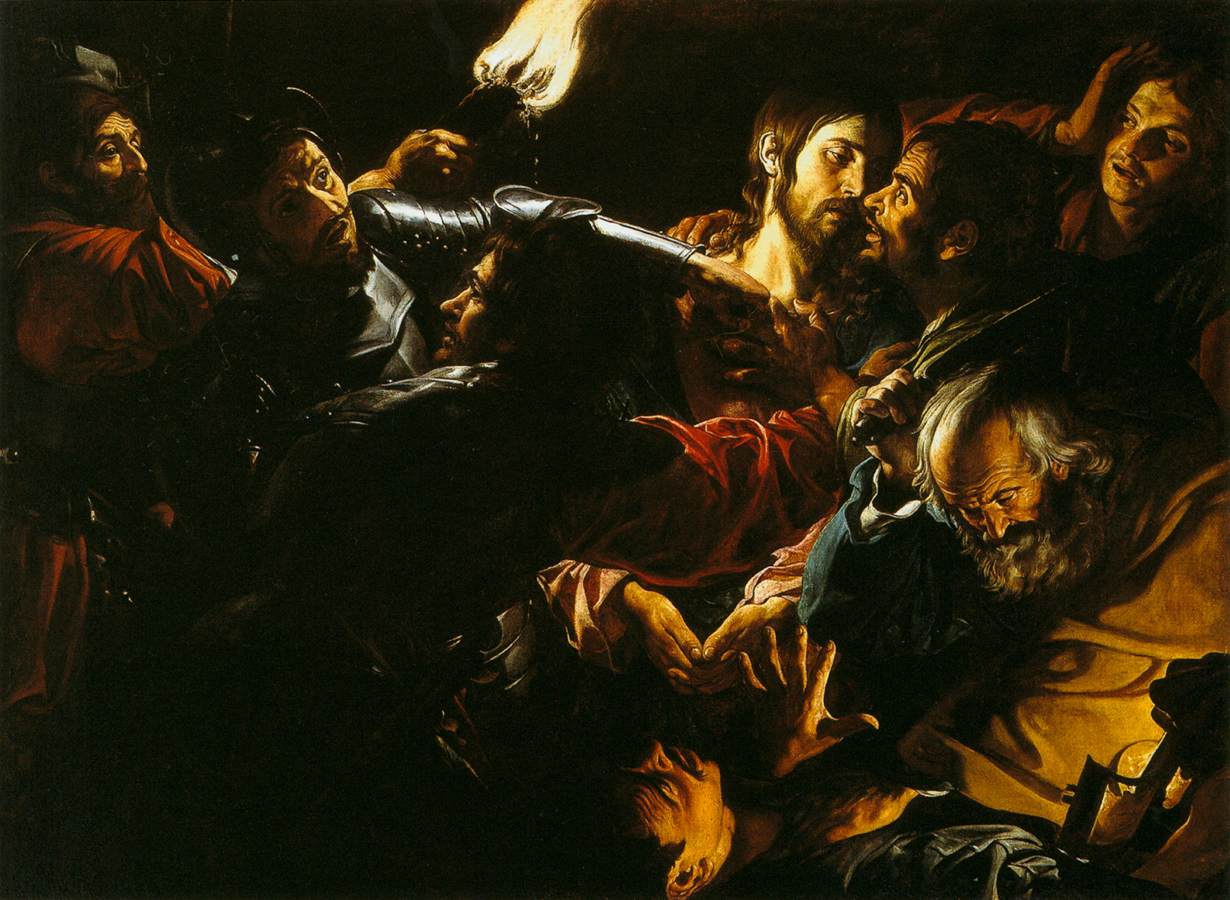
Худ. Жерар Дюфе, Взяття Христа під варту, 1620 рік. Бостонський музей образотворчих мистецтв.

Живопис фламандського бароко (нід. Vlaamse barokschilderkunst) — період розвитку бельгійського живопису від доби пізнього маньєризму кінця 16 ст. до перших ознак мистецтва рококо 18 ст. Початок розвитку бароко на цих землях рахують від 1585 року, коли Голландська республіка вийшла з-під контролю агресивної влади Іспанської імперії, а національне мистецтво Південних і Північних Нідерландів розділилось і пішло окремими шляхами, незважаючи на випадко взаємовпливів.

## Історія вивчення
Для майстрів Нідерландів десятиліттями були привабливі як монументальні твори італійських майстрів (монументалні твори були мало роповсюджені у Нідерландах), так і віртуозність творів маньєристів Рима та Флоренції. Склався навіть компромісний варіант нідерландського маньєризму — так званий романизм, де художники Нідерландів намагались поєднати здобутки римських і флорентійських майстрів з нідерландськими художніми напрацюваннями. Незважаючи на компроміси і штучність творів цього напрямку, романизм і маньєризм сприяли помітному збагаченню як сюжетів, так і загальному підвщенню рівня національного живопису. 

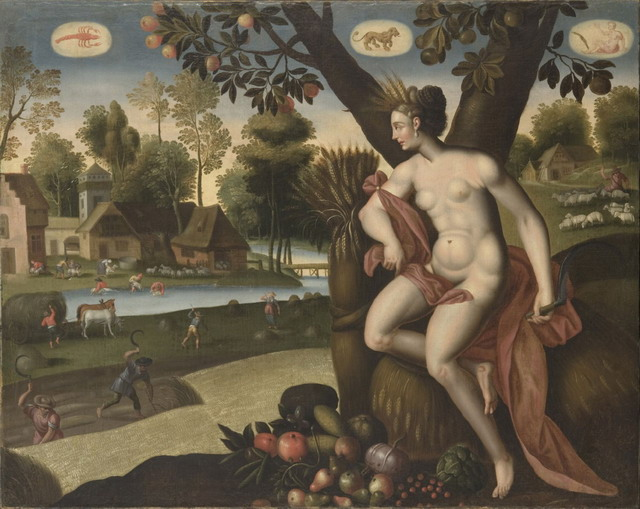
Фламандський маньєрист кінця 16 ст. Серія «Пори року. Алегорія Літа», до 1600 р.
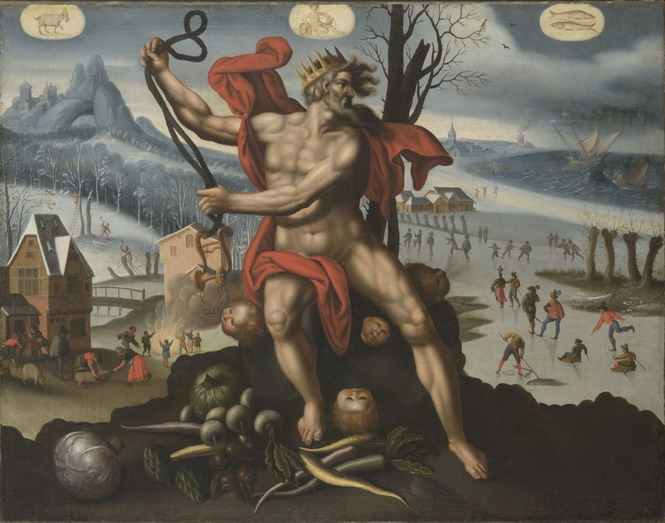
Фламандський маньєрист кінця 16 ст. Серія «Пори року. Алегорія Зими», до 1600 р.

Серед питань нідерландського мистецтва (як різновиду стилю бароко) — проблема виникнення караваджизму. Ще в добу раннього відродження мистецтво лише двох країн опинилось у авангарді західноєвропейського мистецтва — мистецтво ренессансної Італії і мистецтво Нідерландів. Незважаючи на повільні темпи розвитку мистецтва Нідерландів і помітні домішки естетики середньовіччя, культура цих земель мала потужні потенції для розвитку, реалізовані спочатку у національному варіанті реалізму і маньєризму, а потім у стилі бароко. Серед провозвісників і попередників майбутнього караваджизму опинились нідерландські майстри, що самотужки прийшли до тенебрізму і сцен з нічним освітленням задовго до італійця Караваджо. Серед нихАртген ван Лейден  та  Ян Корнеліс Вермеєн.

## Нідерландські попередники караваджизма

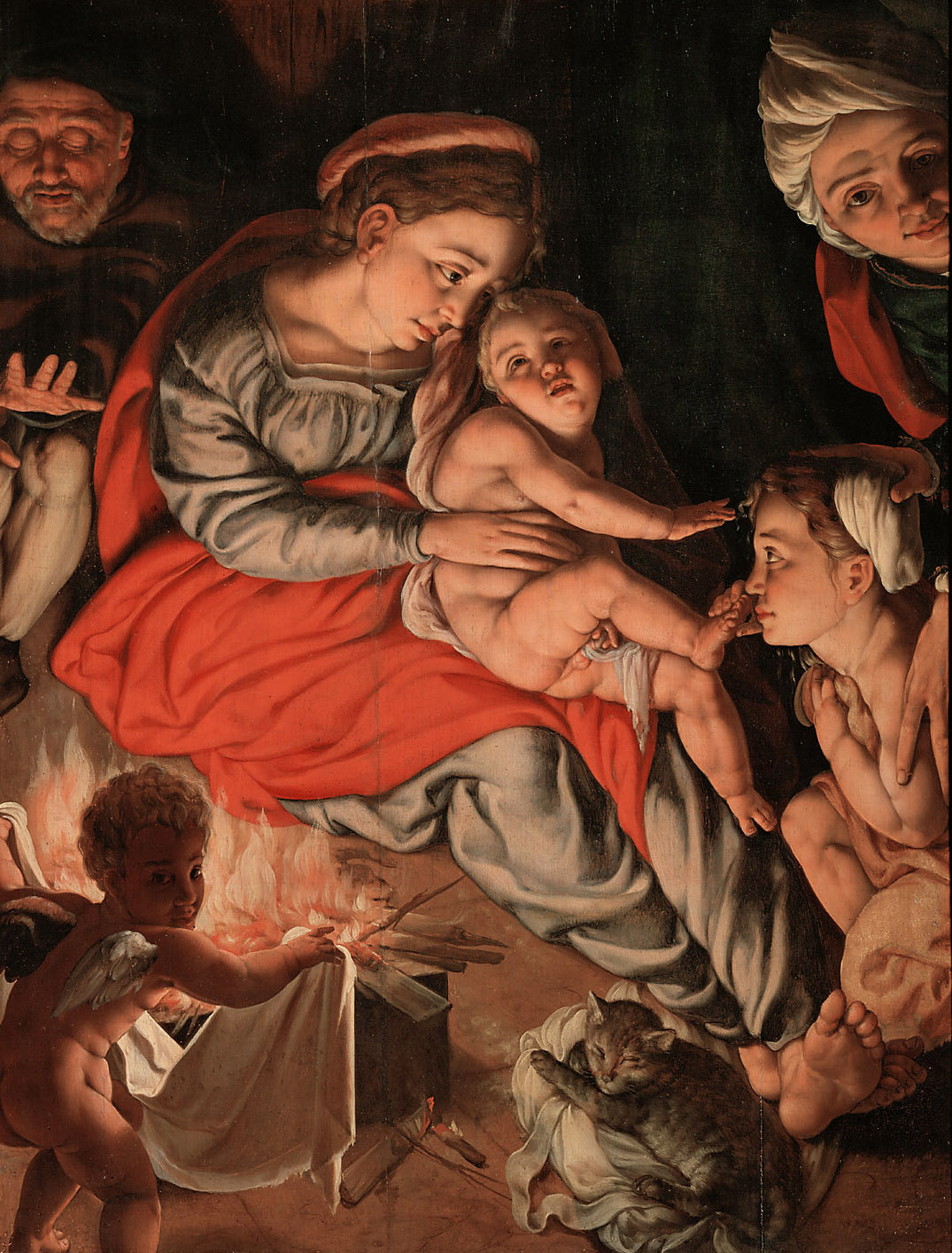
Ян Корнеліс Вермеєн (1504—1559). «Свята Родина біля вогнища», бл. 1532 р.
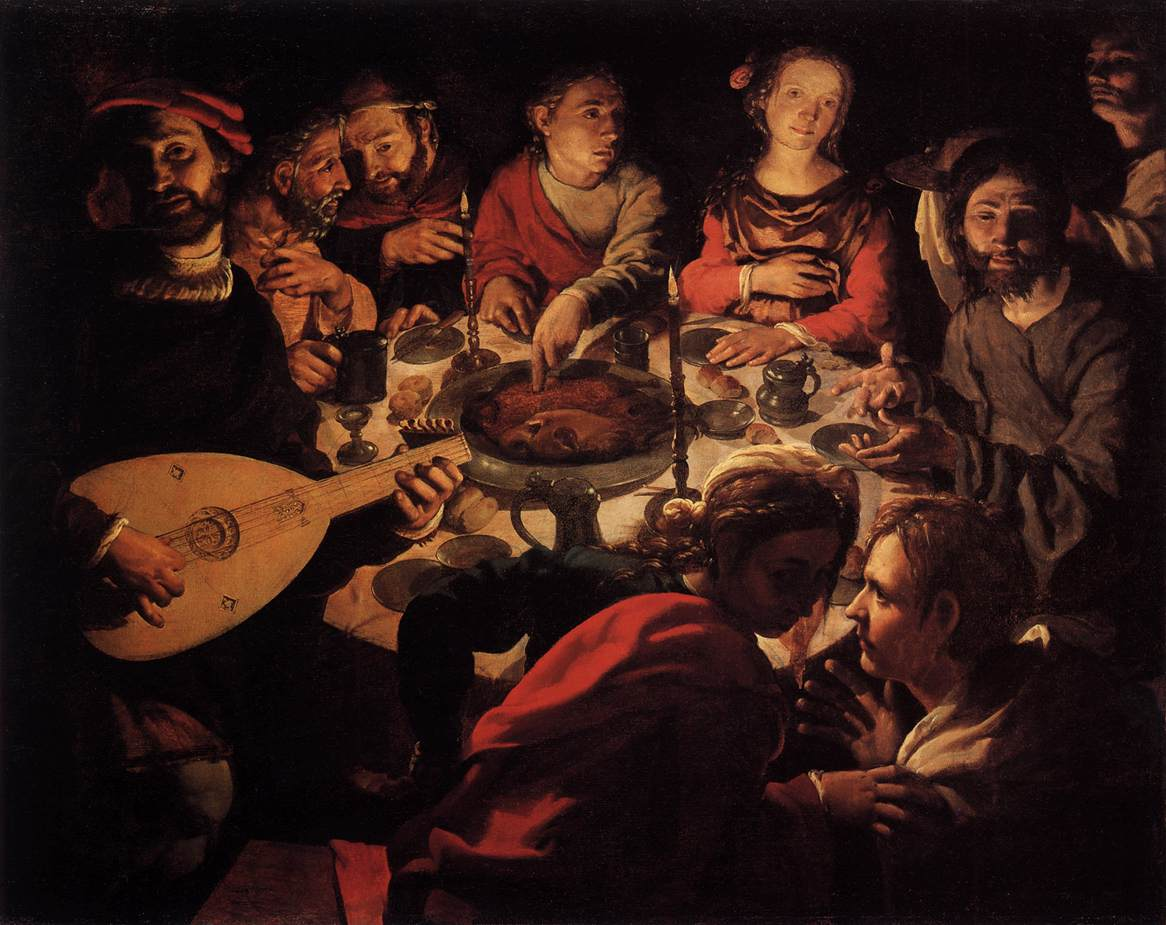
Ян Корнеліс Вермеєн (1504—1559). «Весілля в Кані Галілейській», бл. 1532 р., музей Боннефантен.
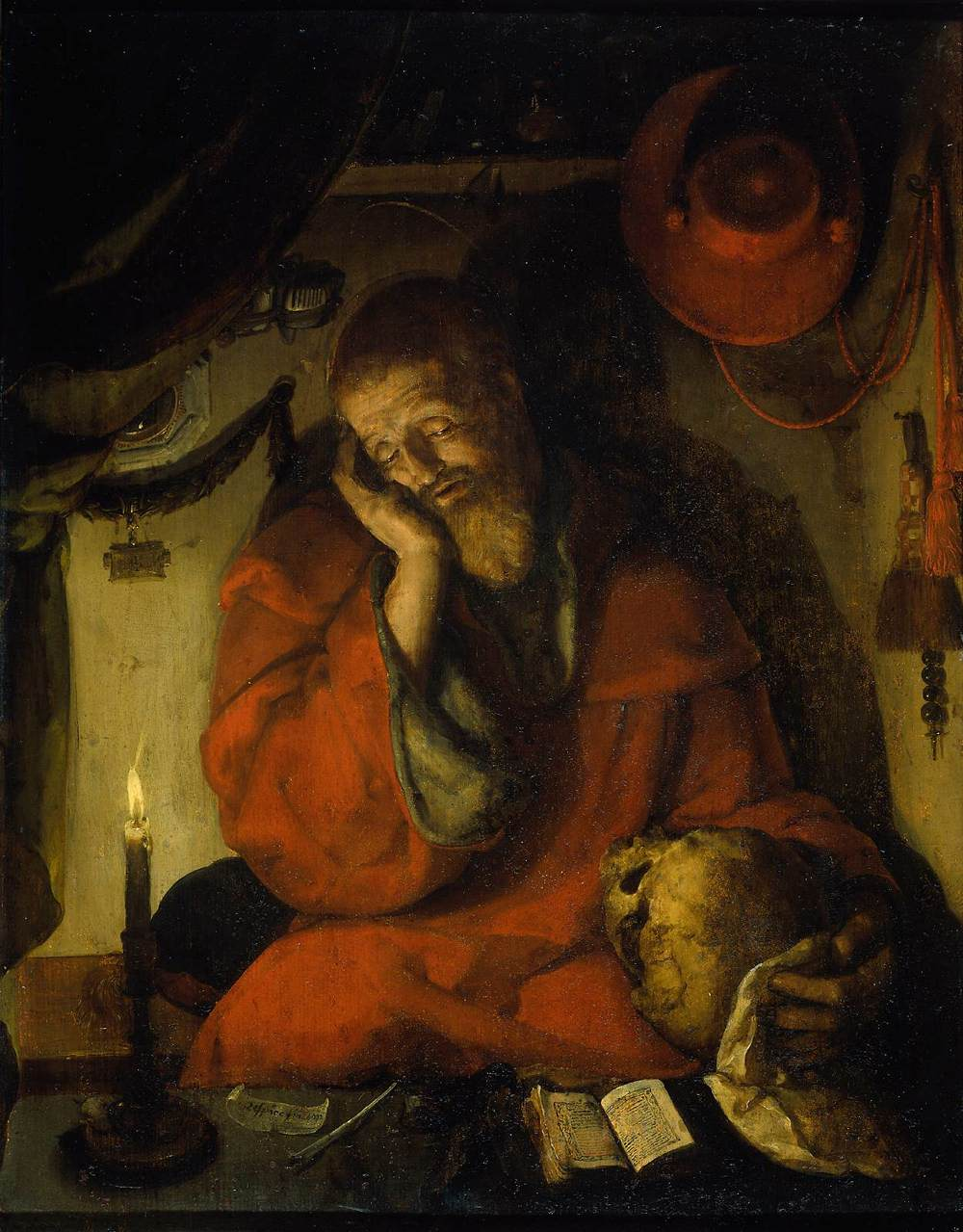
Артген ван Лейден (1498—1564). «Св. Єронім в келії при свічці», бл. 1520 р., Державний музей (Амстердам)

## Продовження досліджень

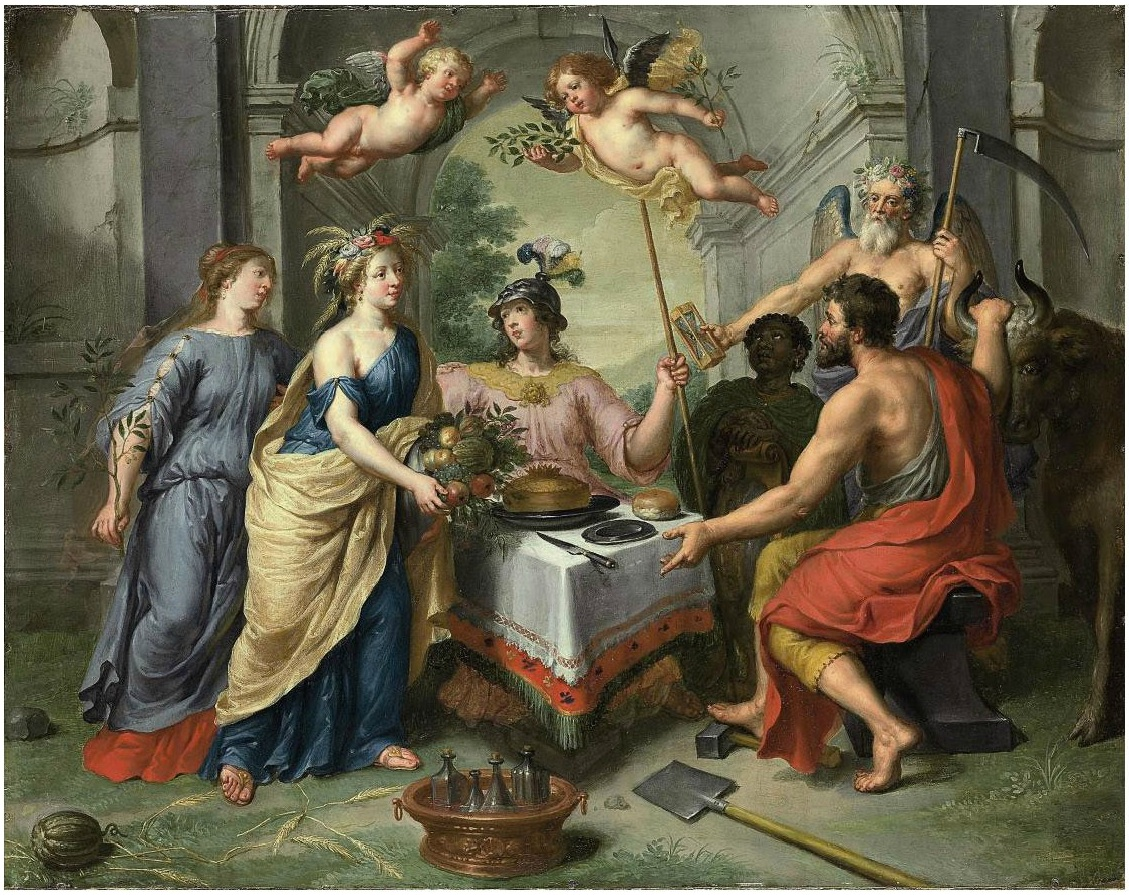
Пітер ван Лінт. «Алегорія Праці, що нагороджує Достаток у присутності Мінерви, Миру, Хроноса».

Не всі сторінки живопису фламандського бароко достеменно відомі. Практика не підписувати власних творів, звичка користування  монограмами і сумісні виконання одної картини (коли у твору два автори) приховала низку фактів художньої дійсності тої пори  для істориків і мистецтвознавців. Гіпноз імен Рубенса і Антоніса ван Дейка  приводив до зарахування цим майстрам картин їх помічників,  послідовників і малосамостійних майстрів, художня манера котрих була штучно наближена до стилістики уславлених майстрів, бо обіцяла прибутки.
- Портрети роботи пензля Адріана Ганнемена (бл. 1604-1671)  йшли як твори Антоніса ван Дейка, позаяк обидва були  майстрами елегантних портретних рішень. Але ван Дейк мав не одного, а низку власних послідовників серед портретистів-фламандців і англійців.
- Ранні твори художника Артюса Вольфорта (1581–1641) або не були підписані, або підписані лише монограмами. Ранні твори Вольфорта, створені у надзвичайно близькій манері до ранніх картин П. П. Рубенса, тривалий час рахувались творами Рубенса.
- У 20 столітті, коли переглянуті старі авторитети і досліджені архіви, були повернуті у історію фламандського живопису імена призабутих на століття художників, серед них Артюс Вольфорт та Адам де Костер, не найгірші серед фламандських майстрів. Адам де Костер і його творчість був наново відкриті британським мистецтвознавцем Бенедиктом Ніколсоном, в ім'я  Артюса Вольфорта повернуто у історію фламандського живопису лише наприкінці 1970-х років.

## Бароковий живопис

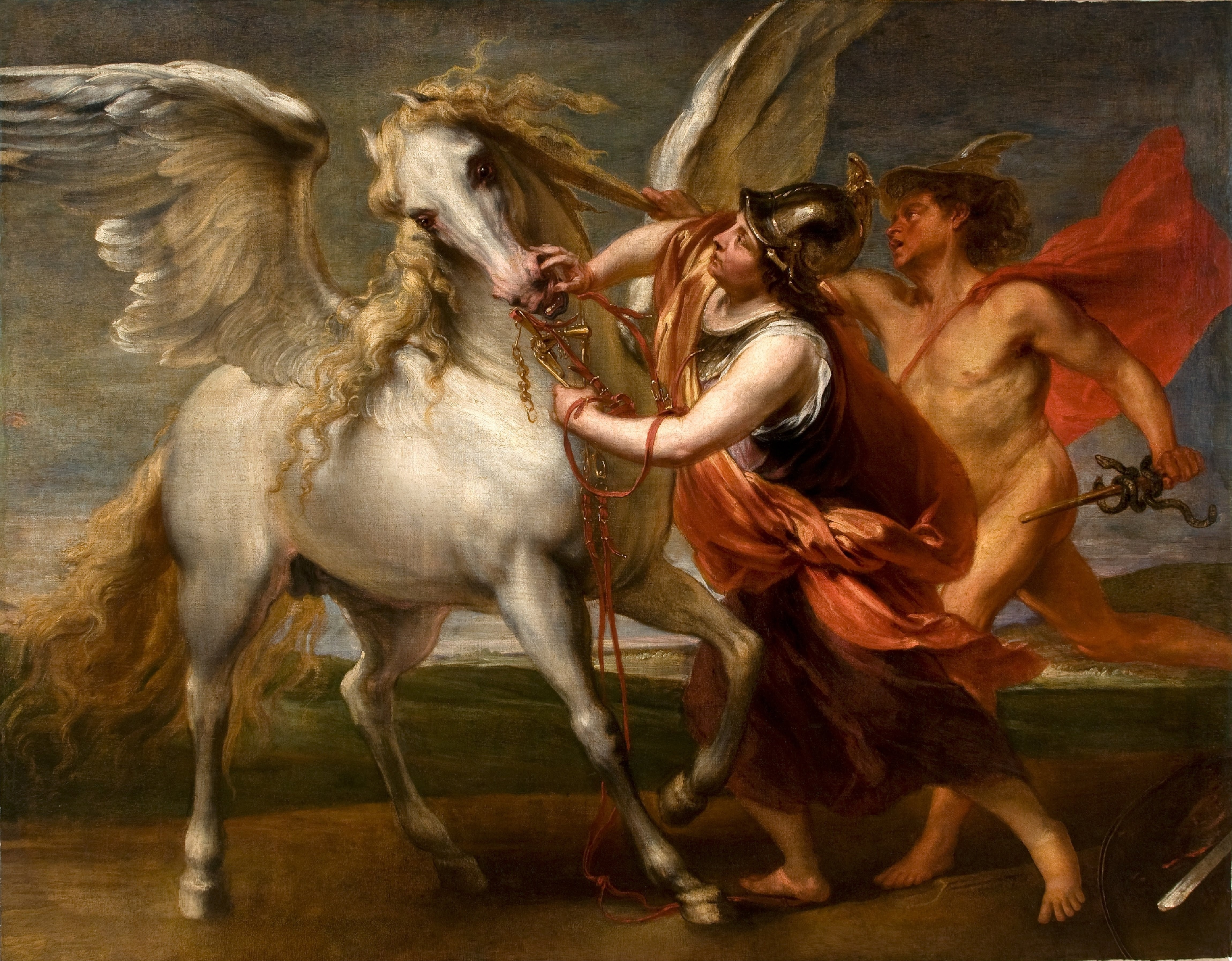
Ян Бокхорст. «Пегас, Мінерва і Меркурій».

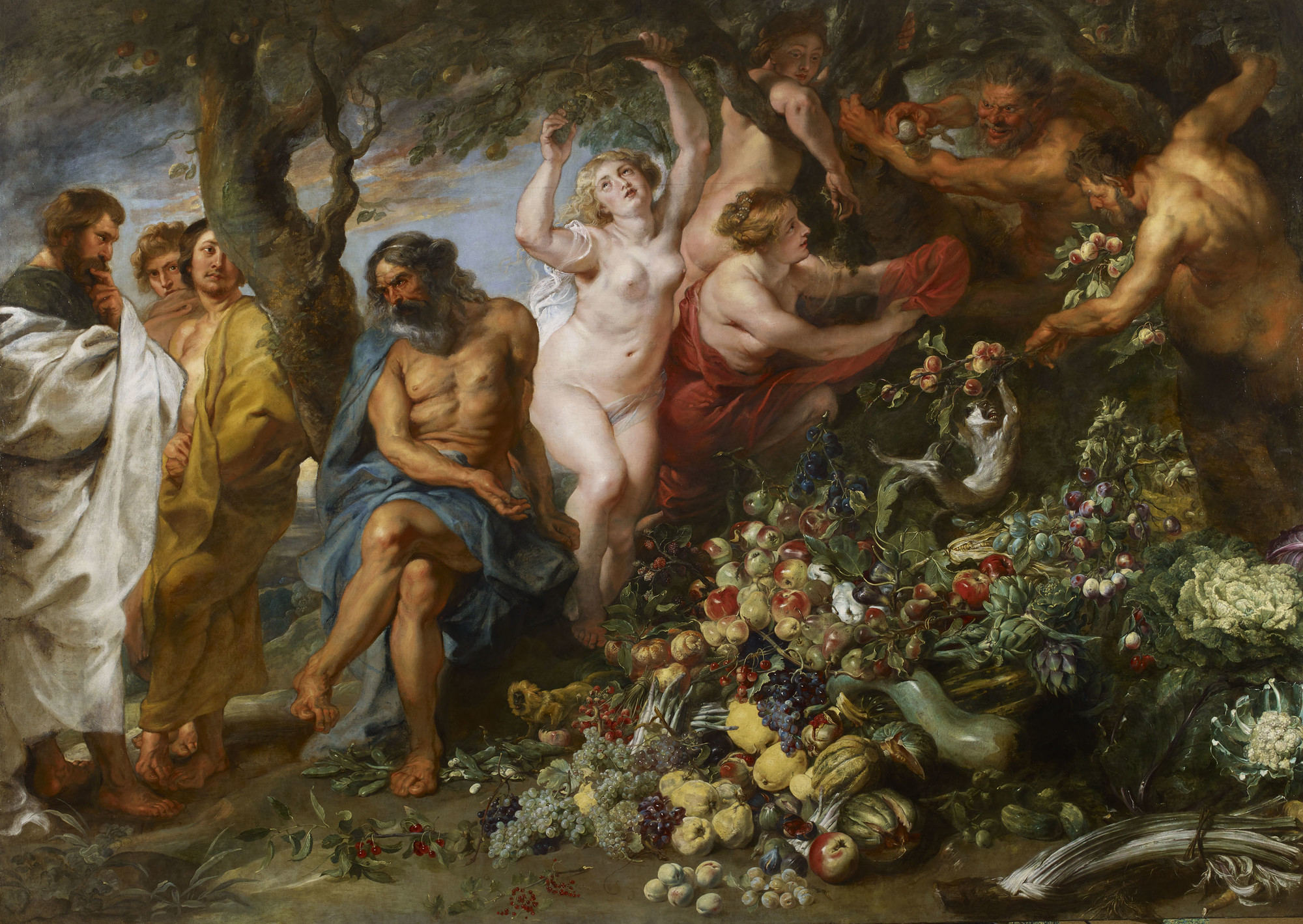
Пітер Пауль Рубенс. «Піфагор схвалює вегетаріанство», 1620 р. Британія, королівська колекція.

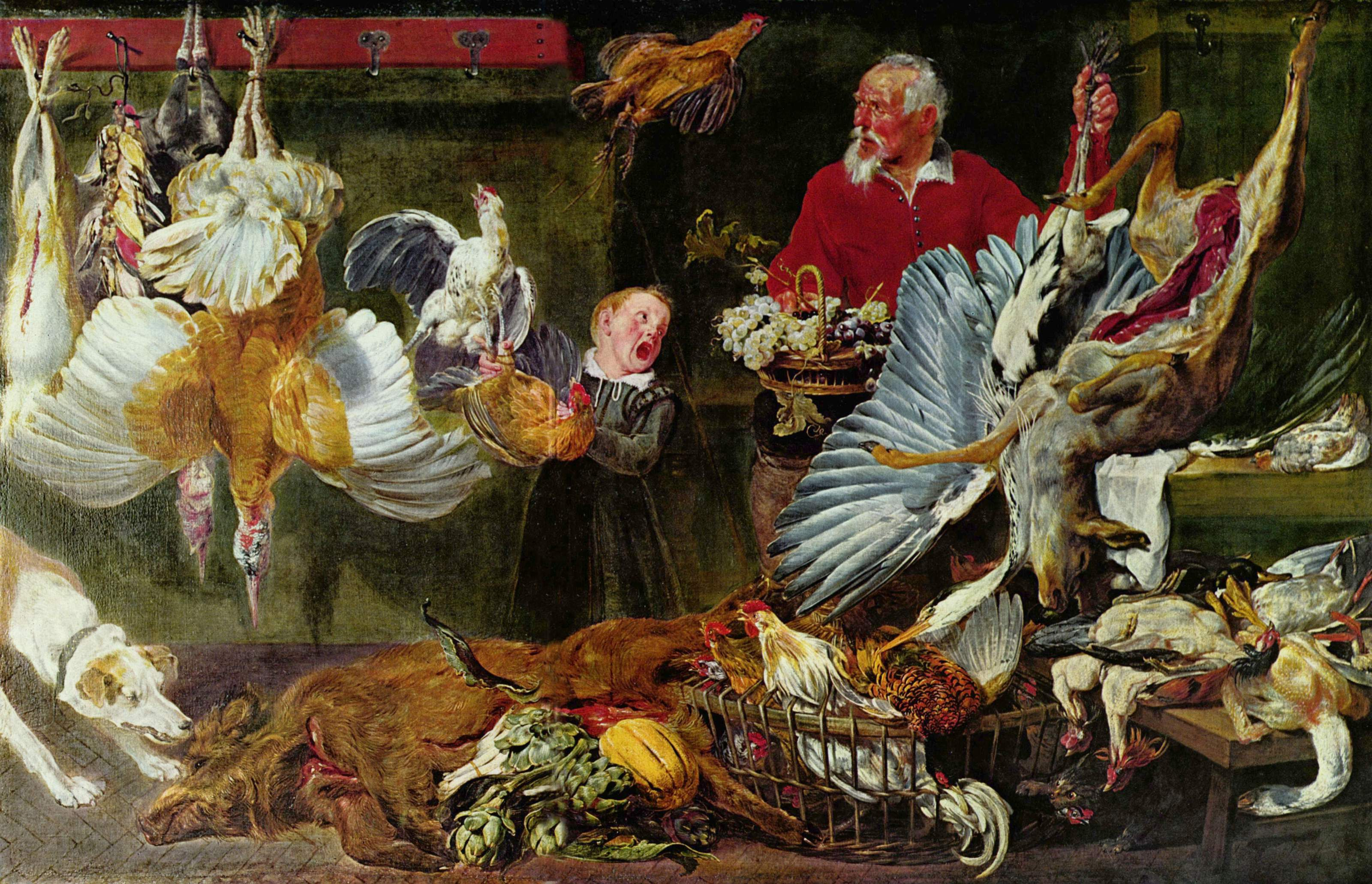
Франс Снейдерс. Спритна курка, Національна галерея, Осло.

Розквіту барокового живопису в підіспанських Південних Нідерландах сприяли як розвинені, національні, художні традиції, так і активні контакти з мистецькими центрами Італії. Це не стало в заваді в створенні національних рис, притаманних тільки живопису Фландрії - підвищеній чуттевості, декоративності, орієнтації на аристократичні смаки, слабким демократичним уподобанням.
Слабкі демократичні традиції обумовили мале розповсюдження караваджизму, демократичної гілки італійського мистецтва бароко. Твори Караваджо і його мистецькі знахідки добре знали, а Рубенс навіть сприяв придбанню полотна Караваджо « Успіння Богородиці». Але реальну стилістику Караваджо розділяла дещо обмежена кількість фламандських художників (Теодор Ромбоутс, Адам де Костер, Герард Сегерс, Луї Фінсон). Справжнім драматизмом були просякнуті і картини фламандця Жерара Дюфе (1594—1660), що найближче підійшов до найкращих властивостей творчості Караваджо.
Унікальною по значенню для фламандського мистецтва 17 століття була діяльність П.П. Рубенса. Але розвивав він не традиції караваджизму, а властивості аристократичної Величної манери римської школи бароко (« maniera grande»). Саме це забезпечило небачену популярність творів митця серед королівських і аристократичних родин від Італії до Англії і Іспанії. Напади хвороби і дипломатична діяльність часто дошкуляли митцю, спонукали залучати до виконання творів чисельних учнів і помічників. Це сприяло як поширенню настанов бароко в національному мистецтві, так і створенню колосальної кількості творів мистецтва його майстерні, серед яких -
- титульні листи до антверпенських видань друкаря Плантена
- вівтарні композиції
- парадні портрети
- картони до аррасів
- вироби зі скла та шкіри
- парадна зброя
- меблі
- ювелірні вироби зі срібла
- скульптура з мармуру, бронзи, дерева, слонової кістки
- гравюри з картин Рубенса, які робили брати Больверт, Понтіус, Ворстерман.

По смерти Рубенса пафос фламандського бароко підтримав в живопису Якоб Йорданс. Найкращі знахідки мистецтва власного вчителя і конкурента в аристократичному портреті розвинув Антоніс ван Дейк. Ван Дейк збагатив портретний жанр психологізмом і грацією, які сформують тип західноєвропейського парадного (репрезентативного) портрета, прийнятого від Генуї до Мадрида і Лондона. Фреска ( на відміну від Італії і Франції )не тримала розвитку в мистецтві Фландрії. Її функції на себе перебрали олійний живопис і гобелени. До найкращих зразків монументальних стінописів підняв мистецтво натюрмортів Франс Снейдерс. Найкращі декоративні якості національного мистецтва відбилися і в полегшених, компромісних творах, які робив Томас Віллібортс Босхарт та низка місцевих художників-декораторів.

## Сумісна праця над одним твором

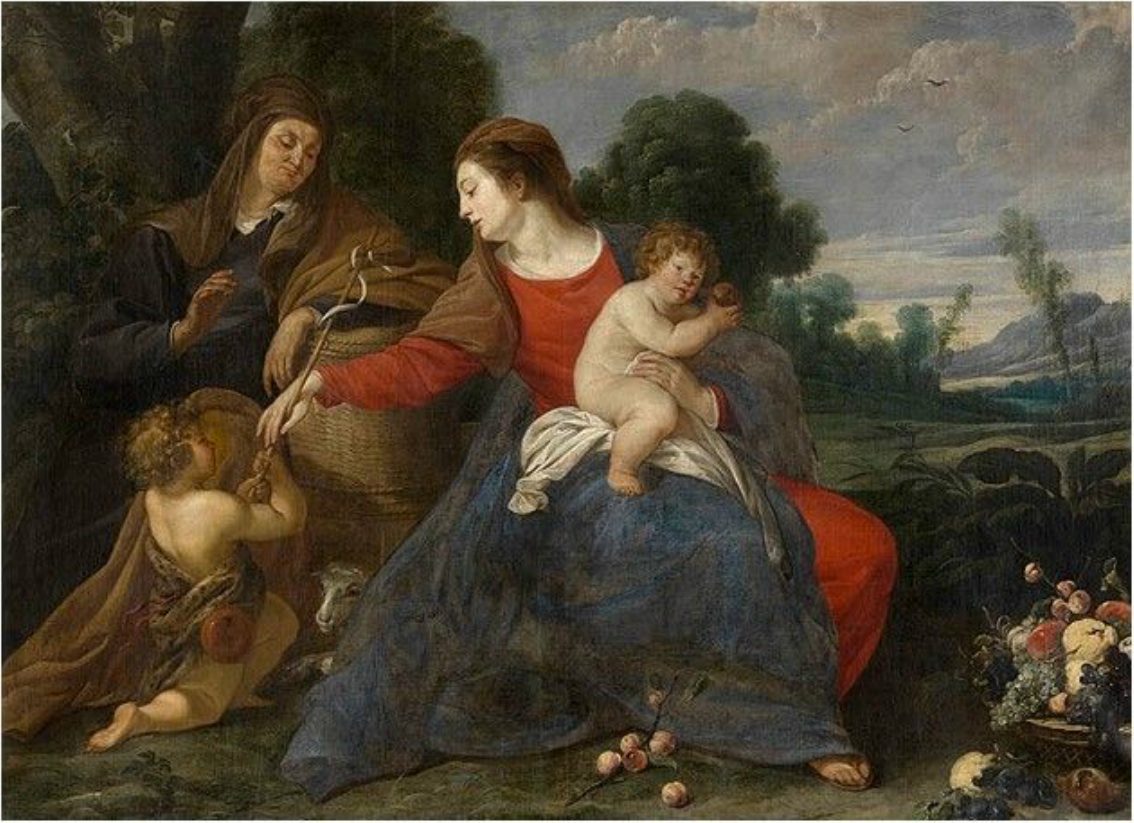
« Мадонна з немовлям і св. Анною в пейзажі», пейзаж - Ян Вільденс, фігури - Теодор Ромбоутс, перша половина 17 ст., Королівський музей витончених мистецтв (Антверпен)

Характерною особливістю художньої практики фламандських майстрів була сумісна  праця над одним твором. Це не виключало створення оригінальних творів одним майстром. Але спеціалізація за жанрами та нестача обдарованості сприяла поєднанню майстрів при створенні картин сумісними зусиллями. До неї вимушено звертався сам Рубенс, перевантажений замовами. Тварин і натюрмортні додатки він довіряв створювати фаховому майстру  Франсу Снейдерсу. Портретні твори голови майстерні правив Антоніс ван Дейк, обдарованість котрого в портретному жанрі була більшою за Рубенса. Сумісна праця над одним твором була також звичною практикою майстрів рубенсової боттеги при створенні монументальних, великих за розмірами,  вуличних тріумфально-декоративних декорацій при зустрічі офіційних королівських осіб.
Але сумісна праця над одним твором була використана навіть при створенні невеликих за розмірами картин, розрахований на небагатих прихильників живопису і осіб з середніми прибутками. Серед авторів над одним твором
- Бонавентура Пітерс старший та Гілліс Пітерс
- Бонавентура Пітерс старший та Пітер Неффс старший
- Ян Вільденс і Пітер Пауль Рубенс
- Ян Вільденс і Якоб Йорданс
- Ян Вільденс і Франс Снейдерс
- Ян Вільденс і Пауль де Вос
- Ян Вільденс і Ян Бокхорст
- Ян Вільденс і Герард Сегерс
- Ян Вільденс і Теодор Ромбоутс
- Ян Вільденс і Корнеліс Схют
- Ян Вільденс і Корнеліс де Вель
- Ян Бокхорст і Франс Снейдерс
- Адріан ван Утрехт і Герард Зегерс
- Адріан ван Утрехт і Теодор Ромбоутс
- Адріан ван Утрехт і Абрахам ван Діпендек
- Адріан ван Утрехт і Якоб Йорданс
- Абрагам Брейгель і Гільйом Куртуа
- Корнеліс Гісбрехтс і Себастьян Боннекруа
- Ян ван ден Хеске і Пауль де Вос
- Хендрік ван Бален старший та Ян Брейгель старший
- Адріан ван Утрехт і Давід Тенірс молодший
- Давід Тенірс молодший, Нікола ван Верендал і Керстіан Люкс

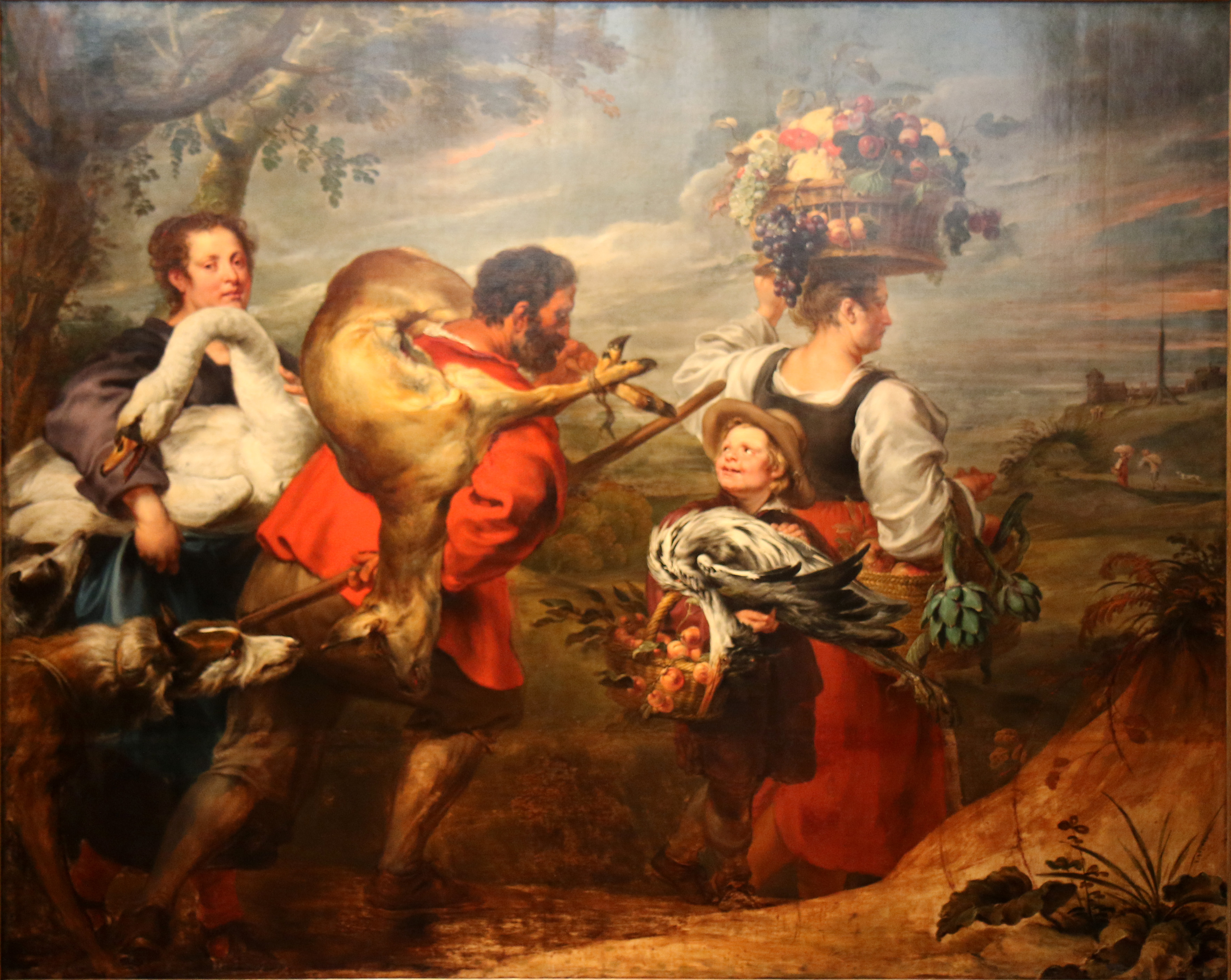
Ян Бокхорст і Франс Снейдерс. «Селяни»
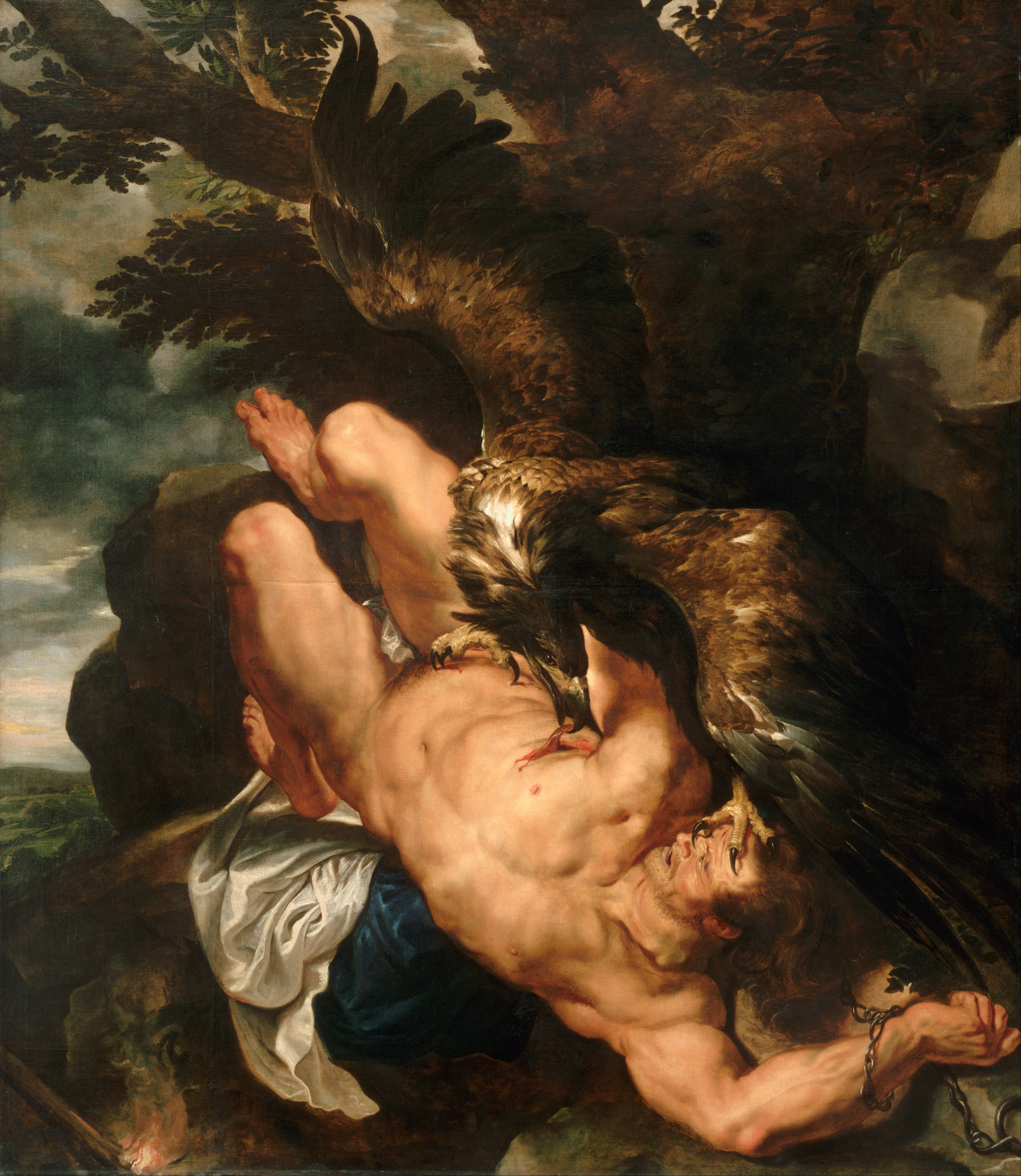
Пітер Пауль Рубенс і Франс Снейдерс. «Покарання Прометея», Музей мистецтв Філадельфії, Сполучені Штати

## Натюрморти доби фламандського бароко

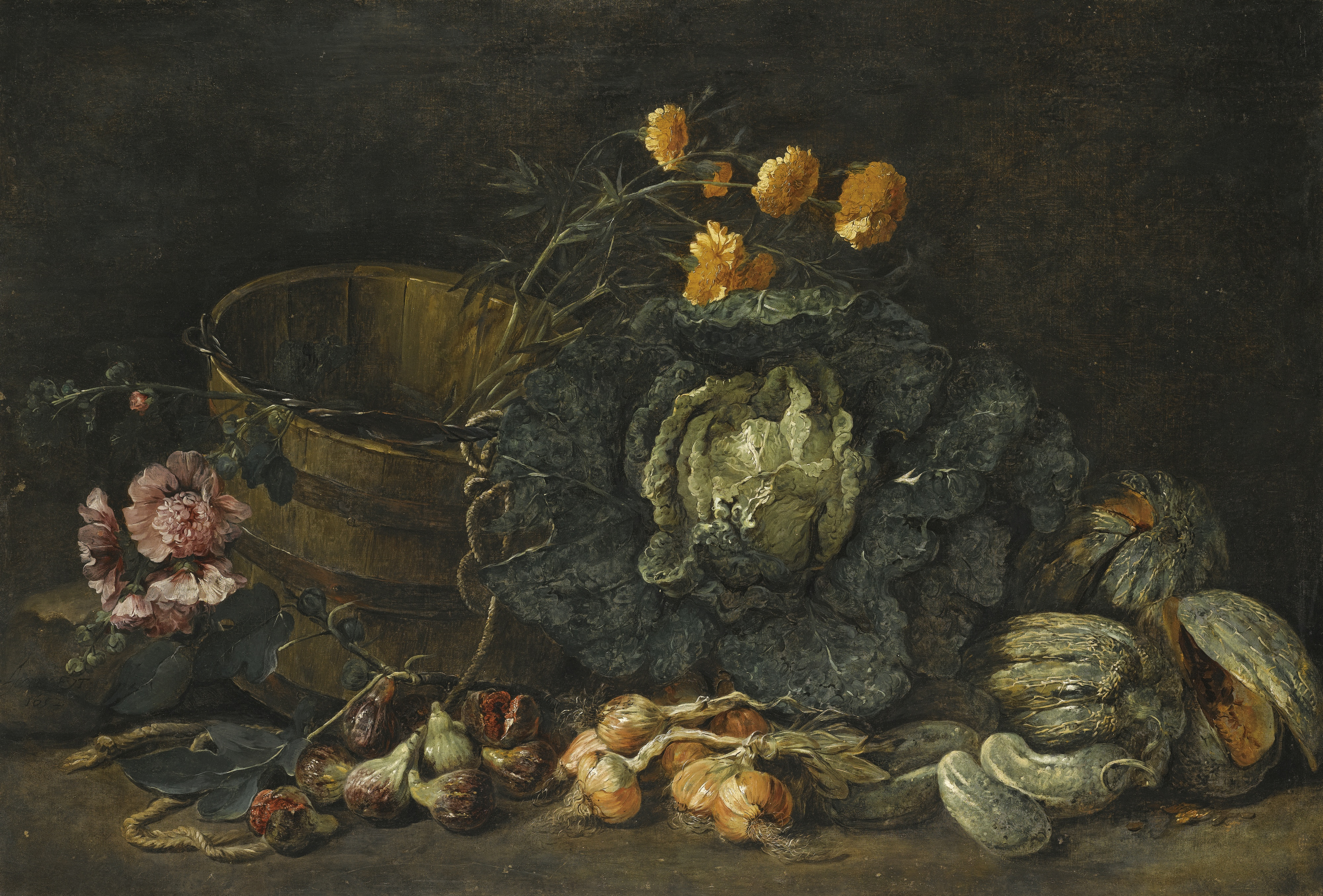
Ян Фейт (1611—1661). «Дерев'яна цеберка і овочі».

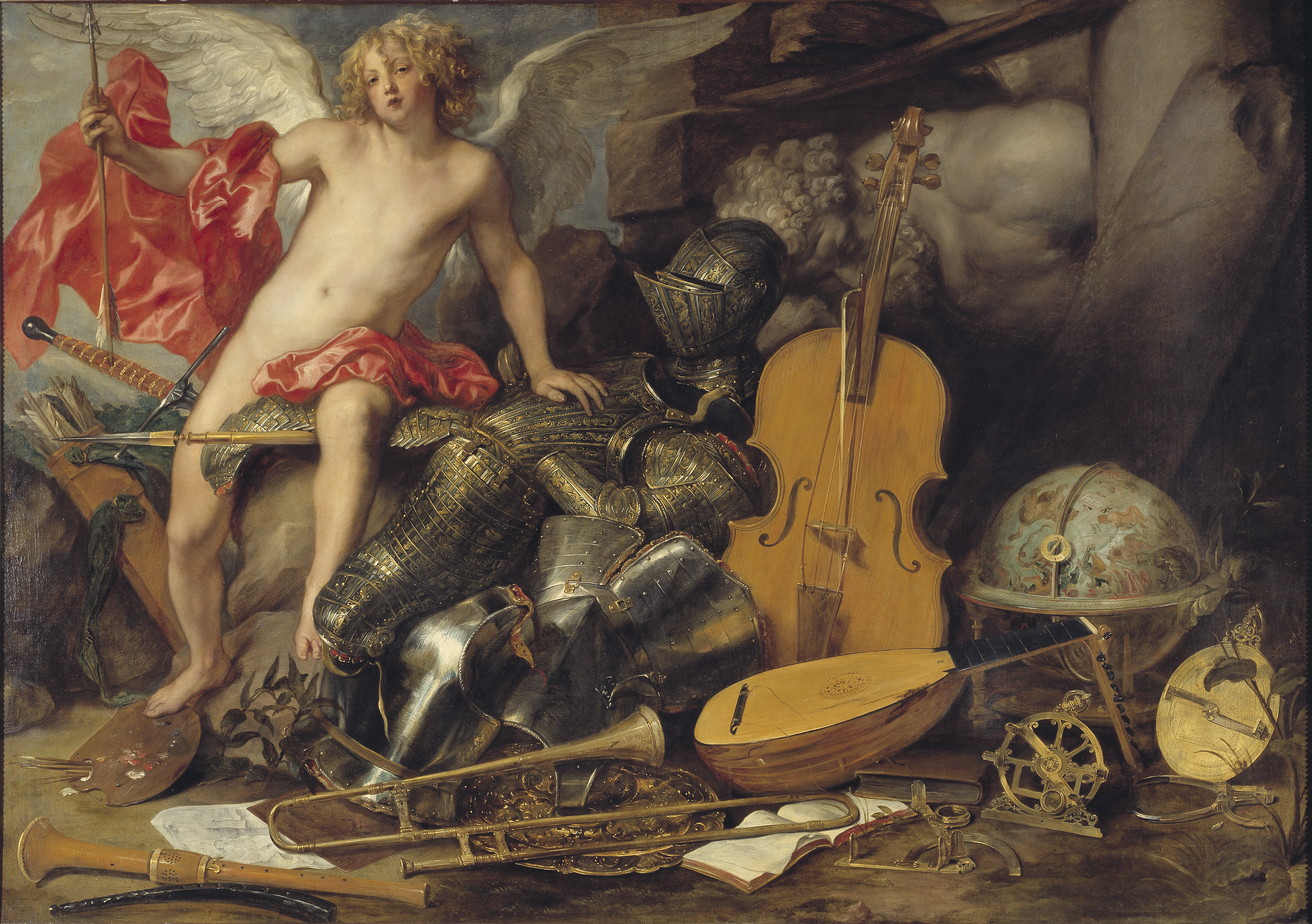
Томас Віллібортс Босхарт. Переможець Амур (між атрибутами війни і миру), Національний музей Швеції, Стокгольм.

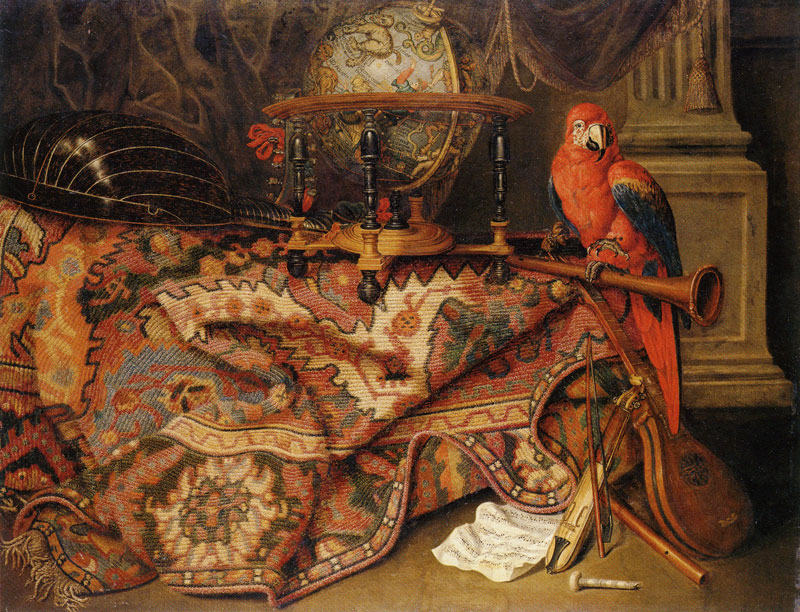
Віллем Габрон. «Музичні інструменти, папуга і азійський килим»

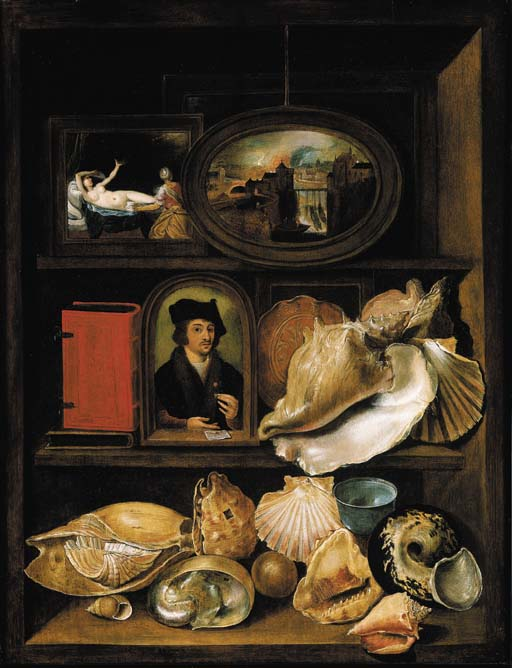
Ієронімус Франкен молодший (Антверпен 1578-1623), «Кабінетна поличка ї мініатюрним живописом, книгою та мушлями», Сотбі. 2001
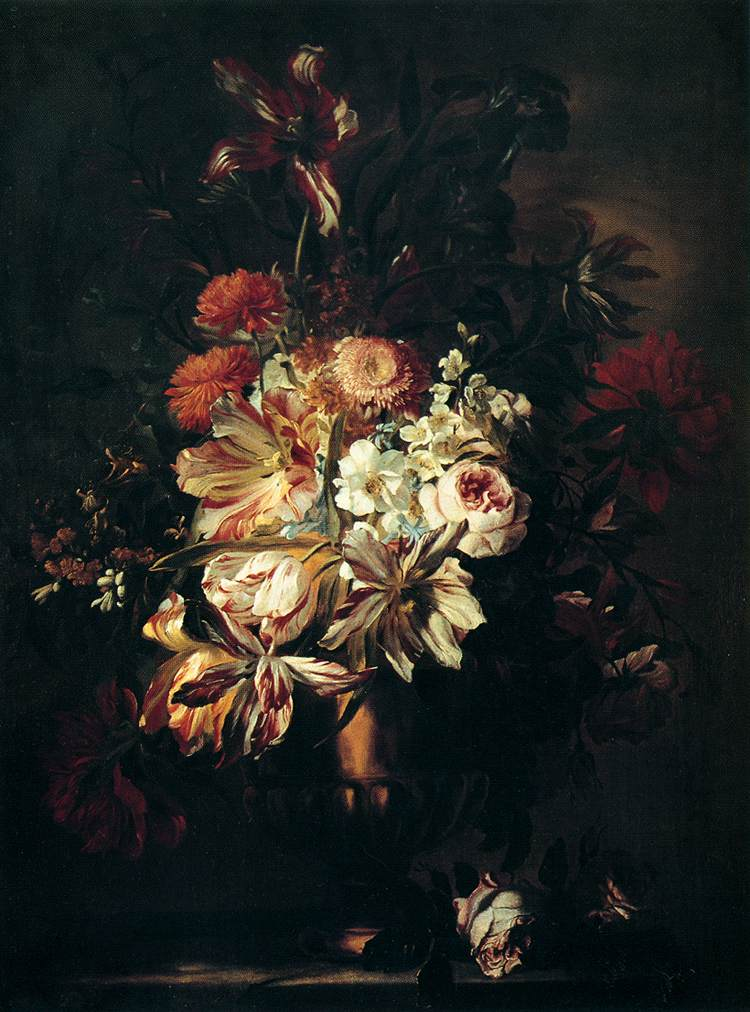
Абрахам Брейгель. «Натюрморт з квітами на стільниці», 1670 р.
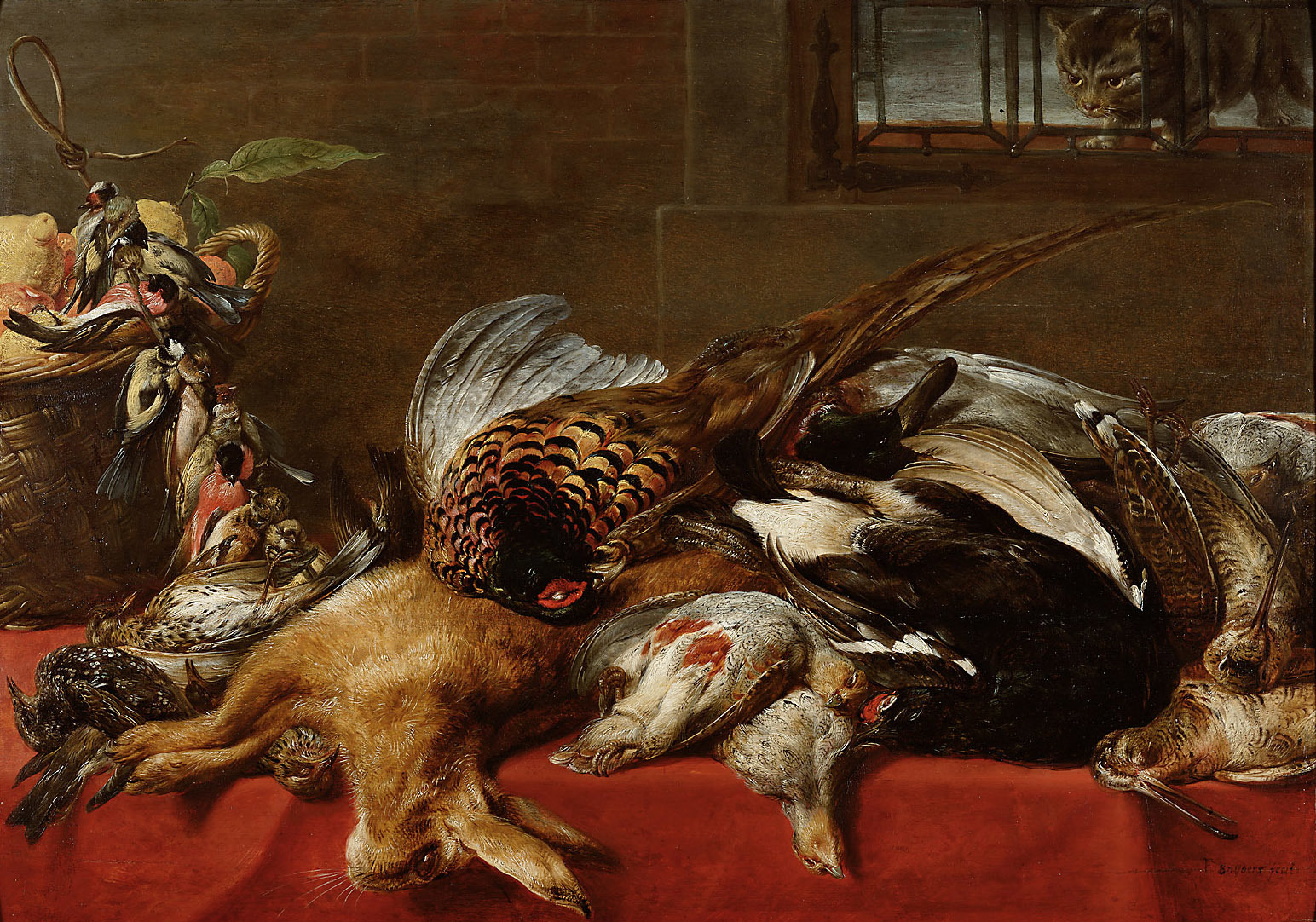
Франс Снейдерс. «Мисливський натюрморт», до 1650 р.
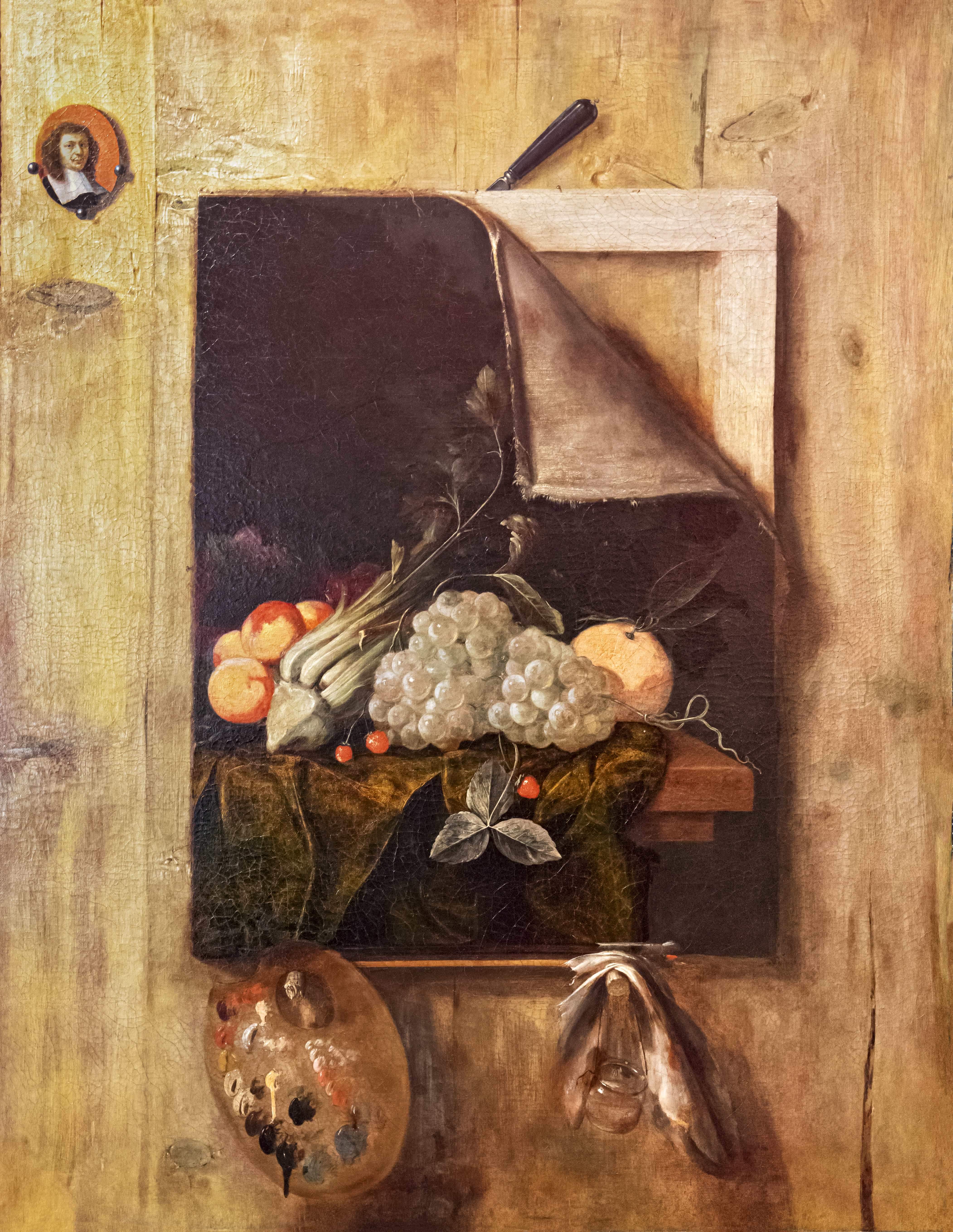
Корнеліс Гісбрехтс. «Марнота марнот», 1663 р., Національна галерея (Прага)
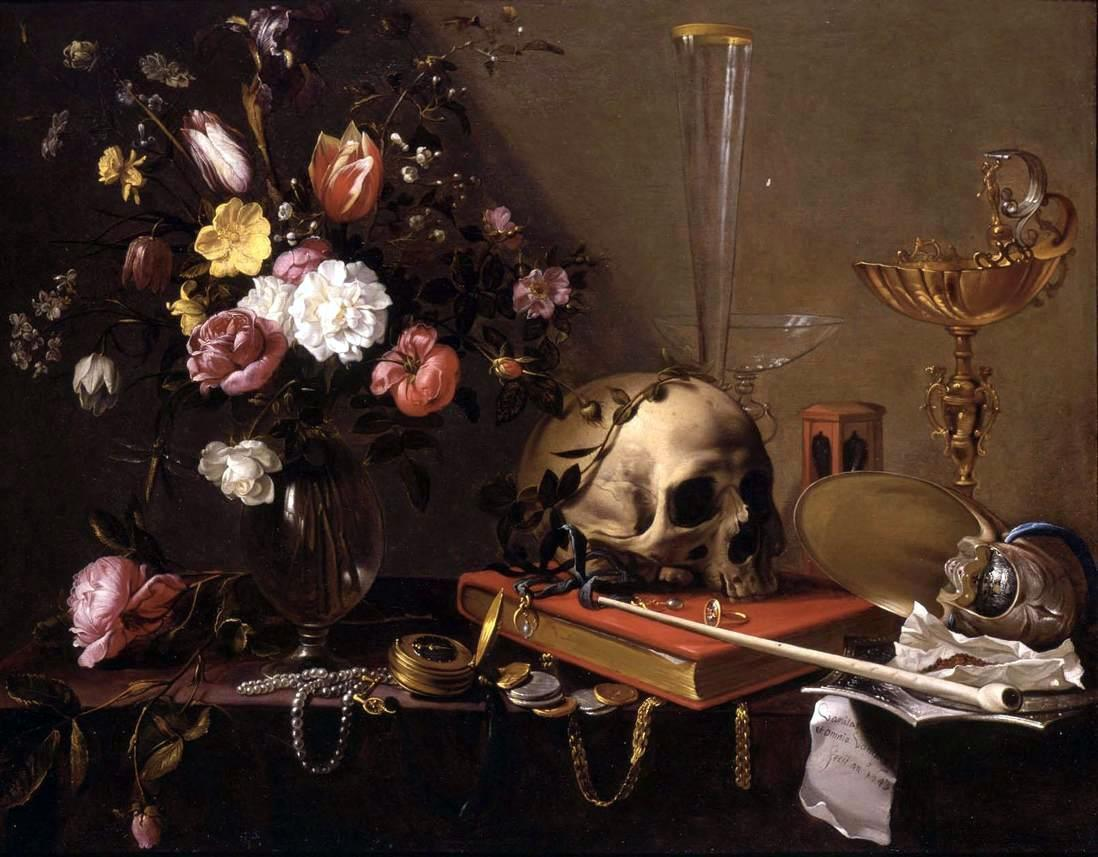
Адріан ван Утрехт. «Квіти, череп і посуд», або « Марнота марнот»
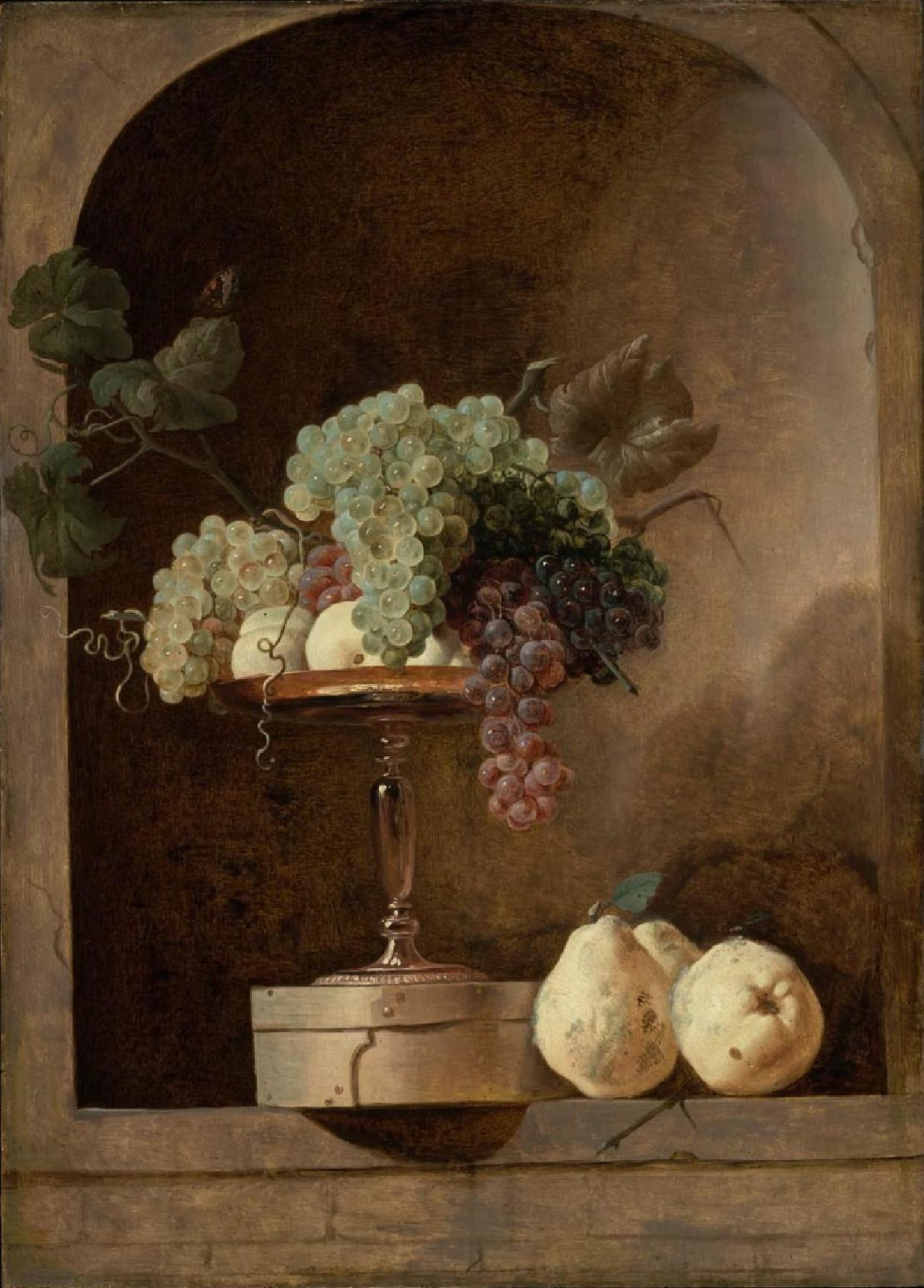
Франс Снейдерс. «Фрукти в скляній вазі у ніші»

## Ткані фрески. Арраси Фландрії

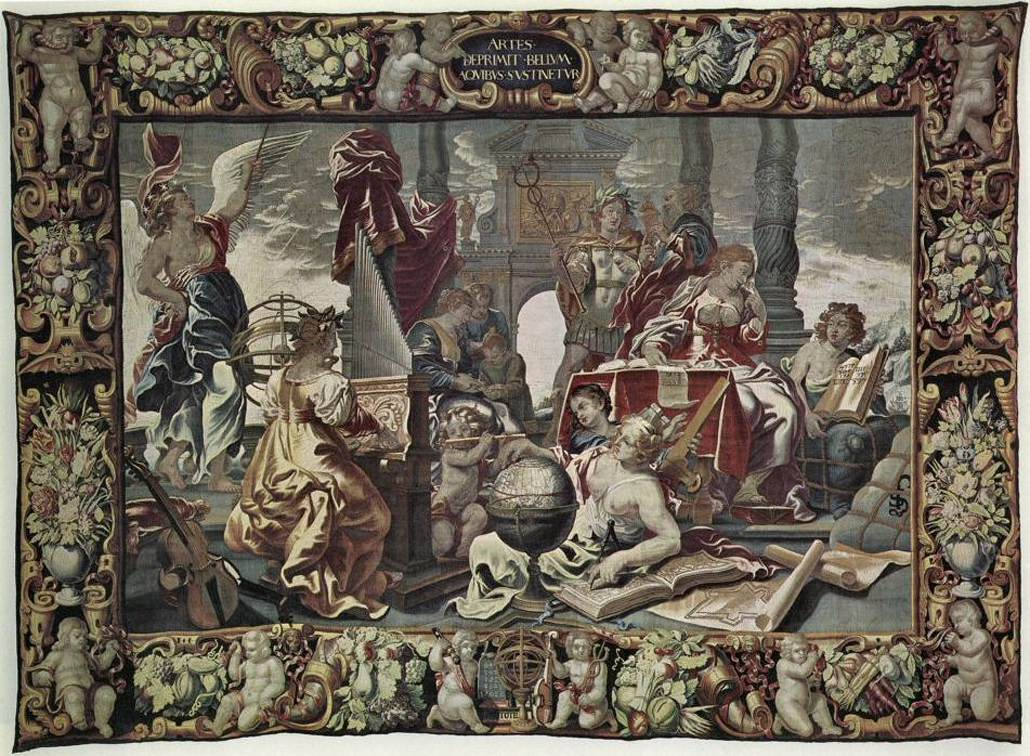
Гобелен Сім вільних мистецтв за картоном Корнеліса Схюта. Брюгге, варіант в Ермітажі.

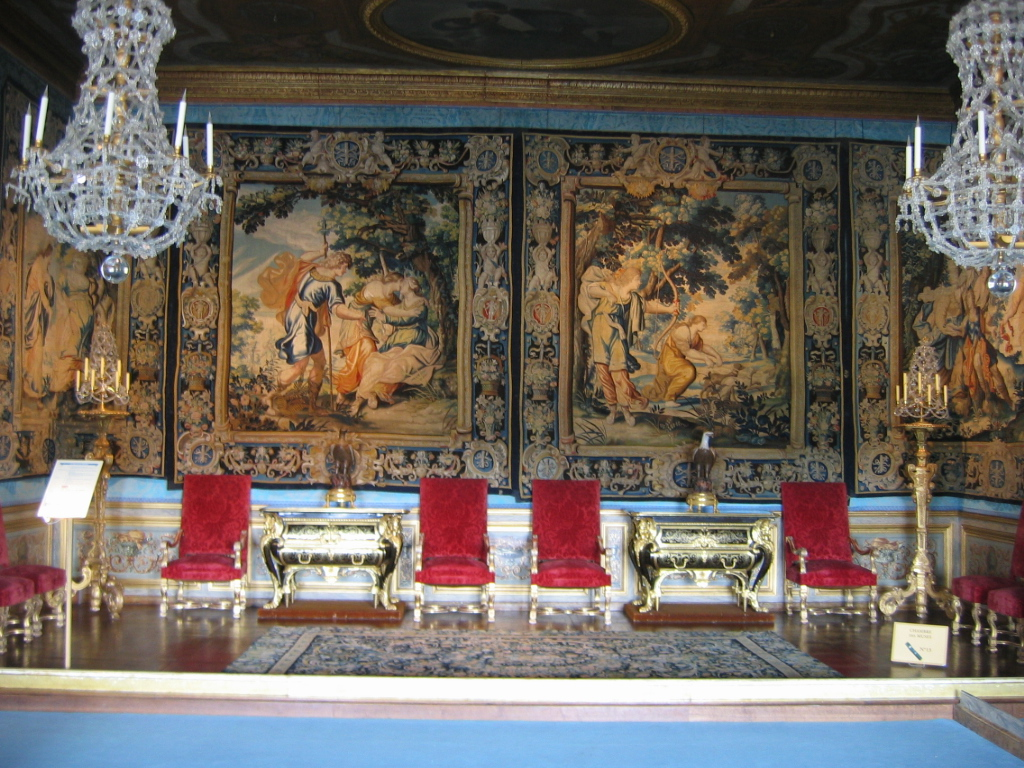
Замок-палац Во-ле-Віконт, зала Муз, гобелени

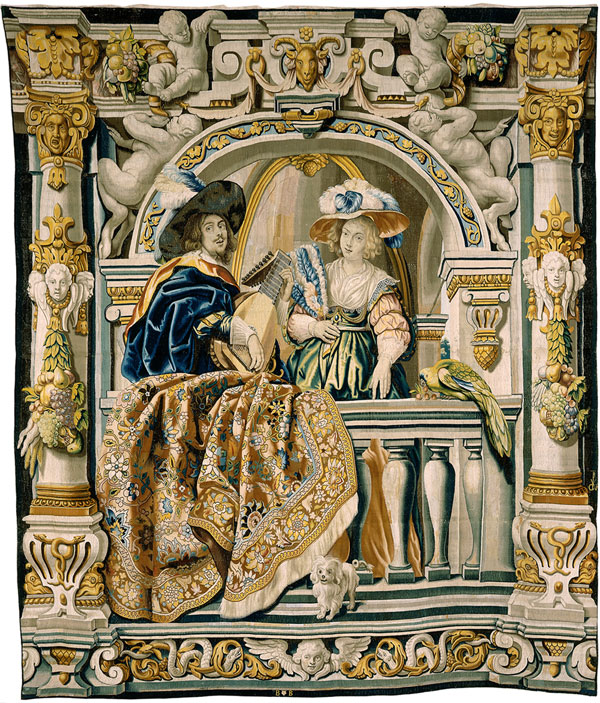
Картоньєр Якоб Йорданс, гобелен 17 ст. Музей історії мистецтв, Відень

Поки у Франції 14 століття йшла 100-літня війна, у місті Брюссель (Фландрія, сучасна Бельгія) зміцніло своє виробництво аррасів. Зростання попиту на арраси і добра платня за них спричинили появу мануфактур також в містах Антверпен, Ауденарде, Лілль тощо. В 16-17 століттях мануфактури Фландрії конкурували з найкращими майстернями Франції. Авторитет фламандських ткачів був настільки великий, що їх запрошували на працю в інші країни, а володарі майстерень Фландрії постійно отримували замови від аристократів із закордонних держав. Мануфактури виникають і в інших країнах ( Іспанія, Німеччина, Італія), під керівництвом фламандських ткачів. На бордюрах аррасів Фландрії часто виткані написи, що допомагає в ідентифікації цих виробів мистецтва.
Виробництво аррасів всіляко заохочувалось місцевими урядами, хоча й ретельно контролювалося. Виробляти арраси мали право лише ткачі з громадянством цього міста, створенню передував картон художника, продаж дозволявся лише після досмотру і дозволу особливої комісії. Не дивно, що до створення картонів залучали найкращих художників ще в 15-16 століттях (Рогір ван дер Вейден, Лука Лейденський, Ян Корнеліс Вермеєн, Пітер Пауль Рубенс, Франс Снейдерс, Ян Бокхорст, Пітер ван Лінт) і високоякісну сировину. Деяка консервативність техніки виконання обумовила традиції і збереження характерних рис аррасів, притаманних лише цьому різновиду мистецтва. Були і нововведення, що лише доповнювали традиційні засоби створення (використання золотих чи срібних ниток, використання довгого русяво-золотавого волосся тощо). Сюжети бралися з Біблії, античної міфології, середньовічних романів або алегорій («Легенда про Саблонську мадонну», «Милосердя імператора Тіта», «Марк Антоній і Клеопатра», «Сім вільних мистецтв» тощо ).
Ніякі витвори мистецтва Фландрії не відомі так широко, як фламандські арраси та гобелени. Наявність дешевої сировини ( бавовни та барвників) і високо обдарованих майстрів обумовила появу надзвичайно цінних аррасів, які не що інше як ткані фрески, текстильні стінописи. Адже фрески і стінописи не отримали розвитку в мистецтві Фландрії, як то було в Італії чи Франції. Слава аррасів Фландрії гримить по всьому світу вже 500 років. Їх виробництво і могутній розвиток захоплював в свої обійми і видатних живописців Фландрії, що охоче робили картони (значення) для створення гобеленів — Лука ван Лейде, Рубенс, Юстус ван Егмонт, Корнеліс Схют тощо ). Визнання майстрів аррасів Фландрії було таким повним, що вони працювали окрім Брюсселя також в Парижі, Флоренції і Римі, визначних мистецьких центрах бароко 16-17 ст. взагалі.

## Картони-ескізи П.П.  Рубенса до аррасів та виткані килими

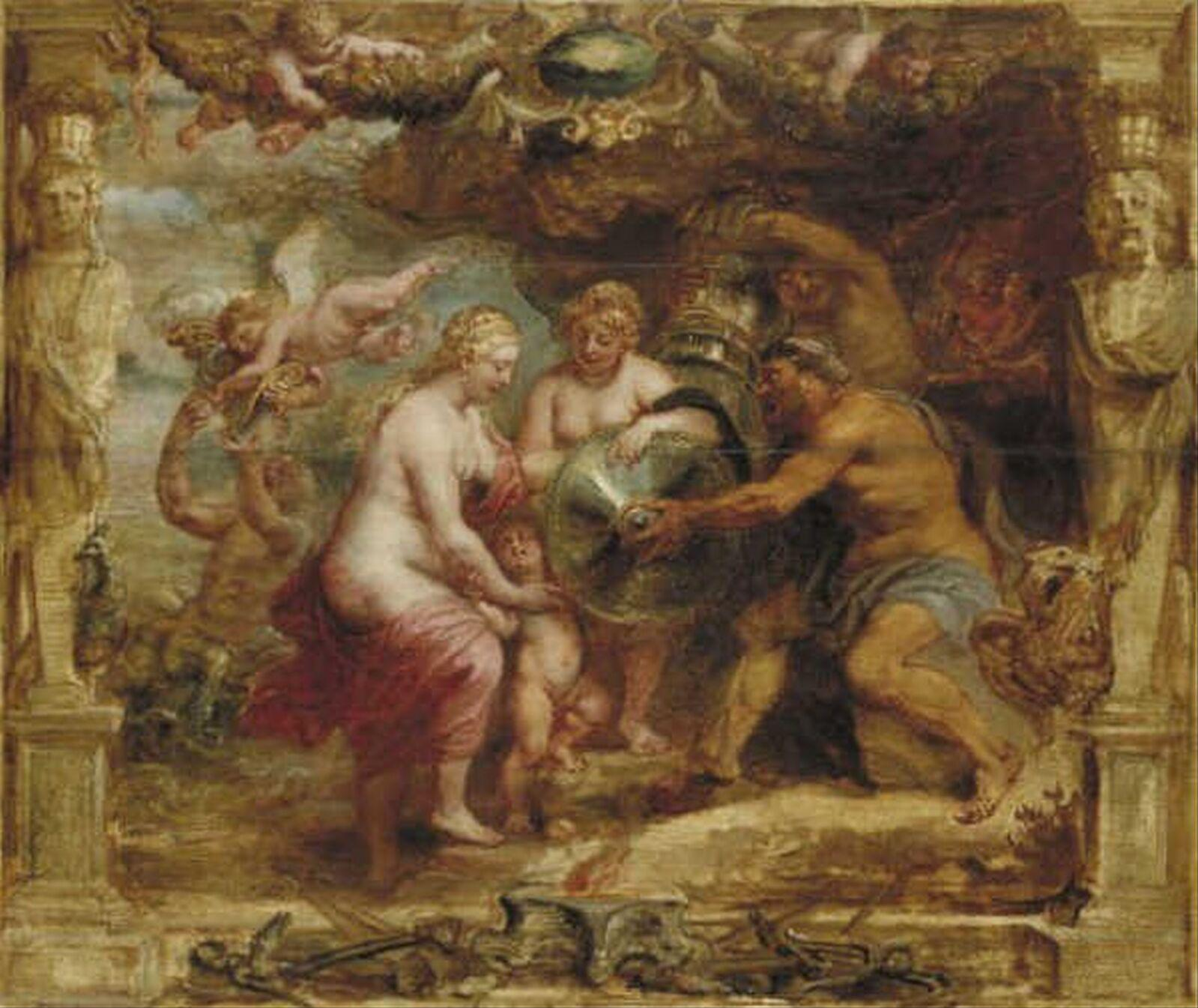
П.П.Рубенс. Картон до гобелену «Тетіс здобуває чарівну зброю для Гектора у бога Вулкана»
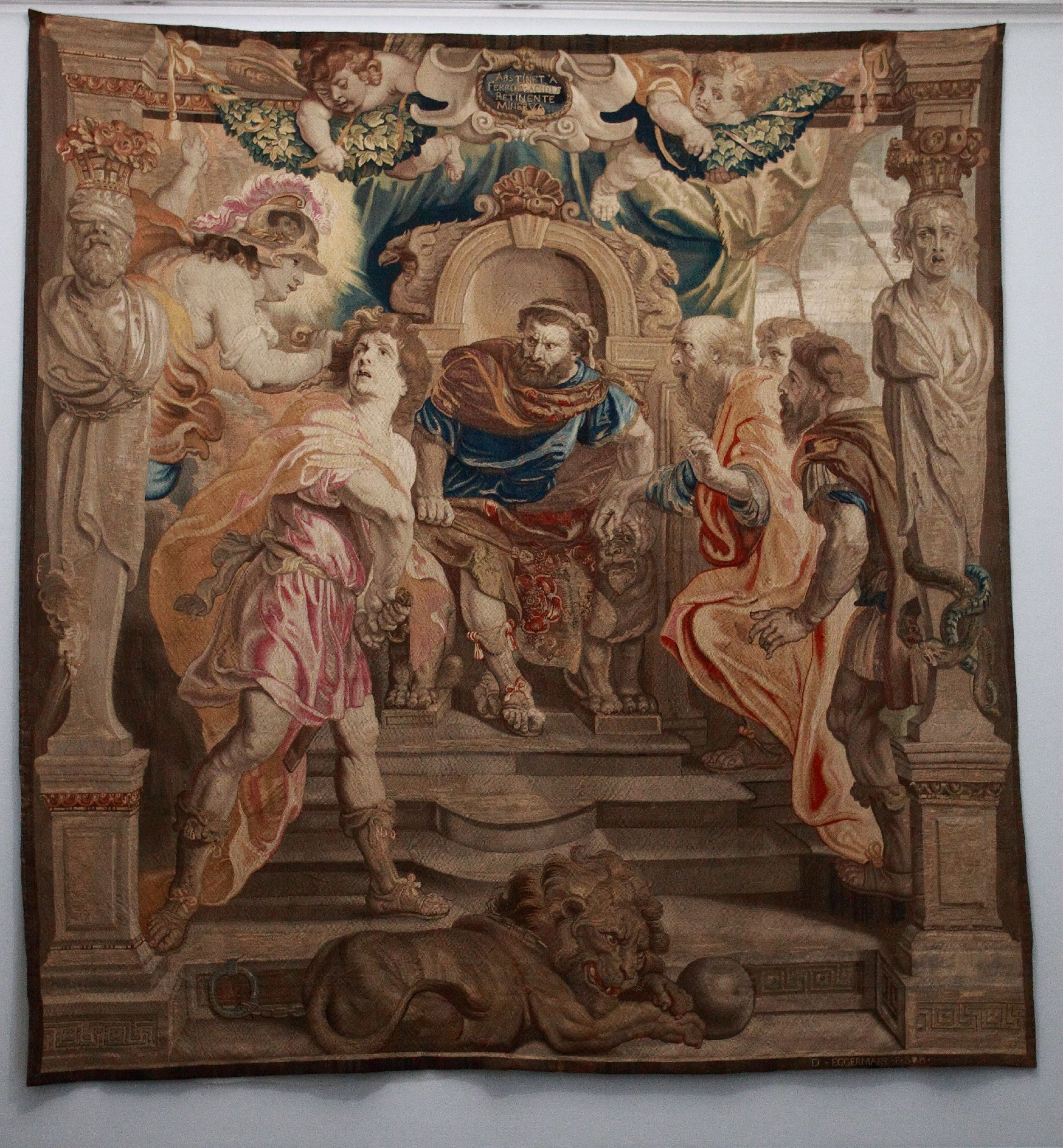
Аррас за картоном П.П. Рубенса, всі - Музей Бойманс ван Бенінгена.
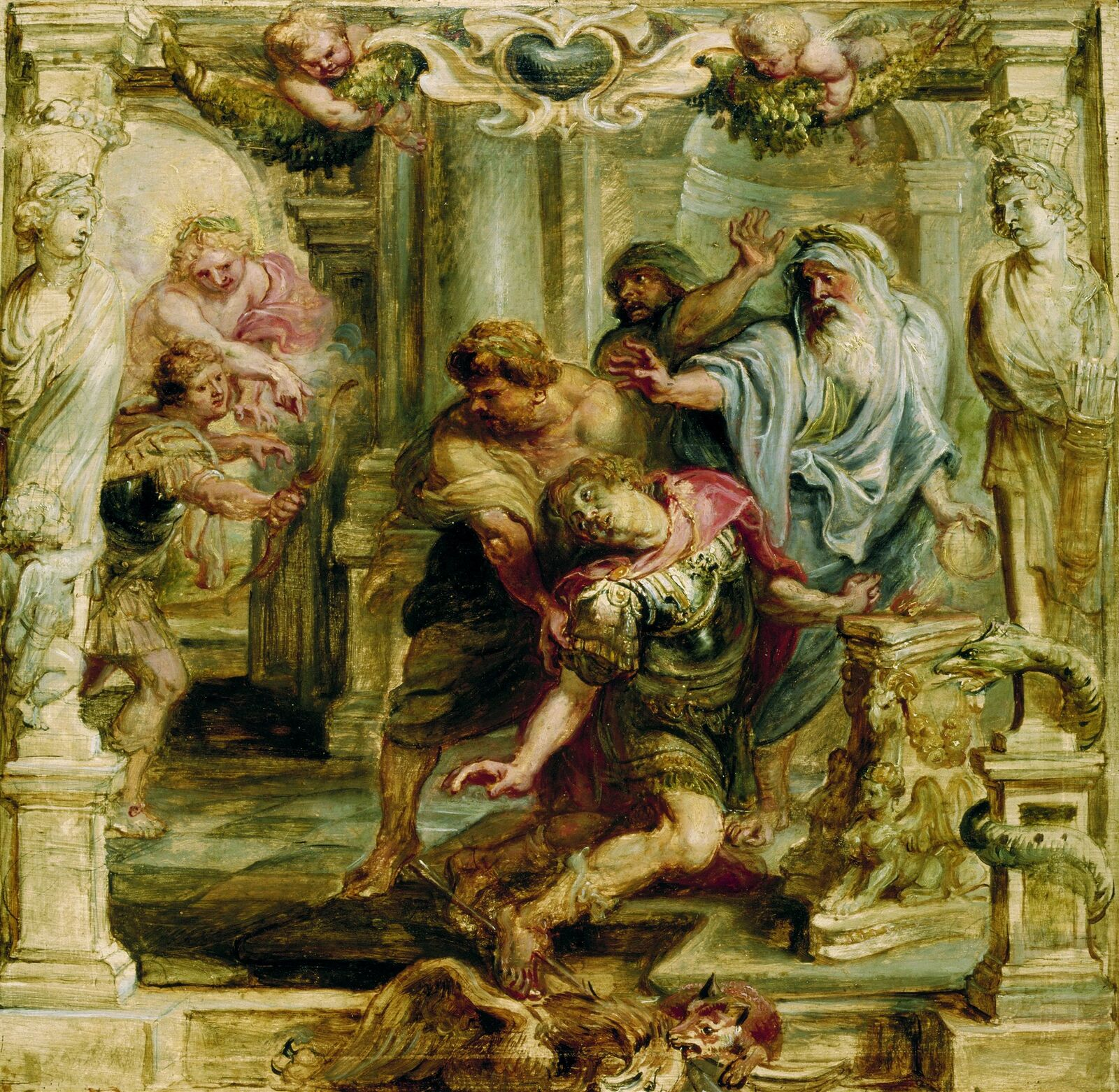
П.П.Рубенс.Картон до гобелену «Ахілл вбиває Паріса»
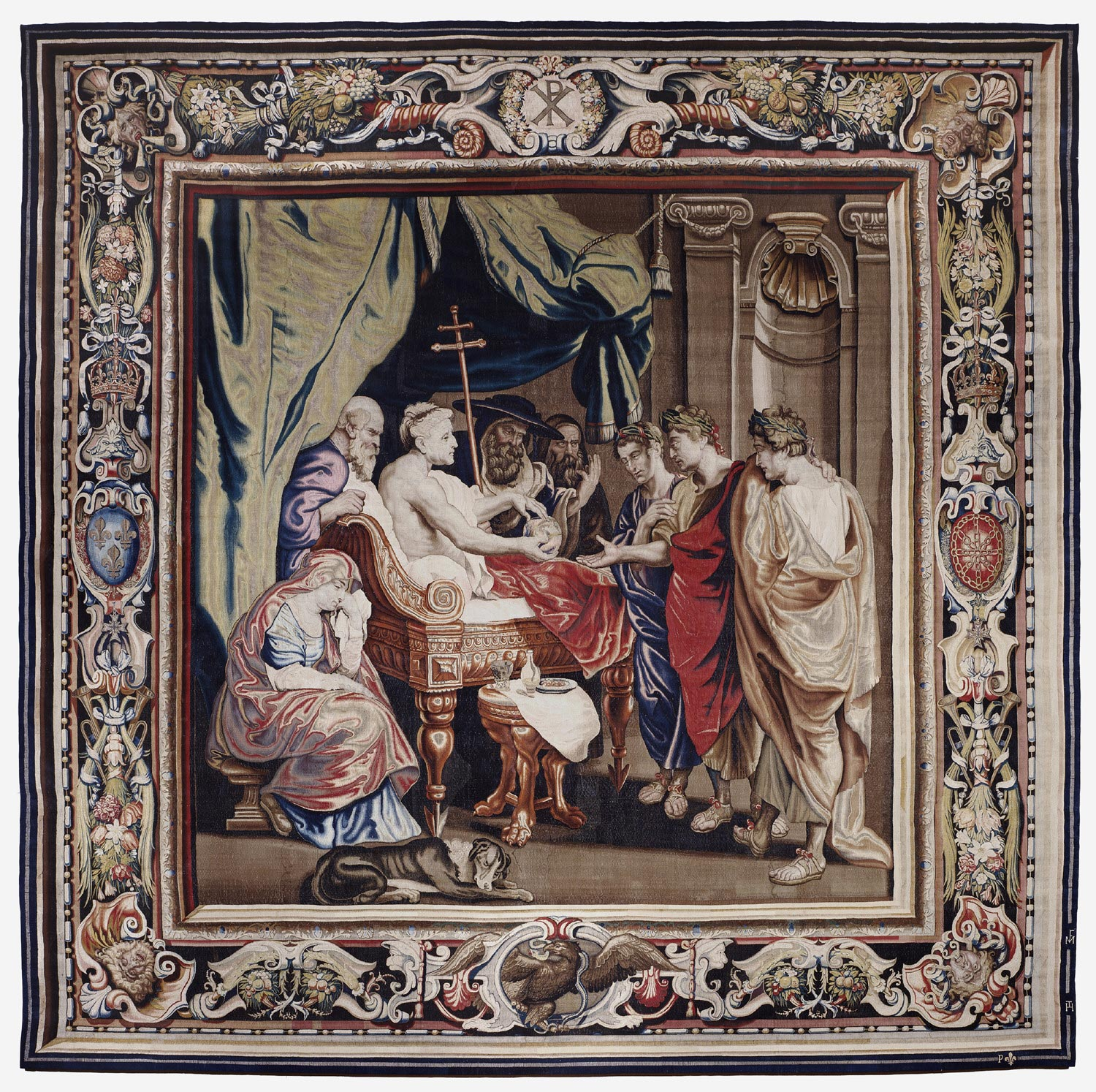
За картоном Рубенса аррас «Смерть імператора Костянтина»
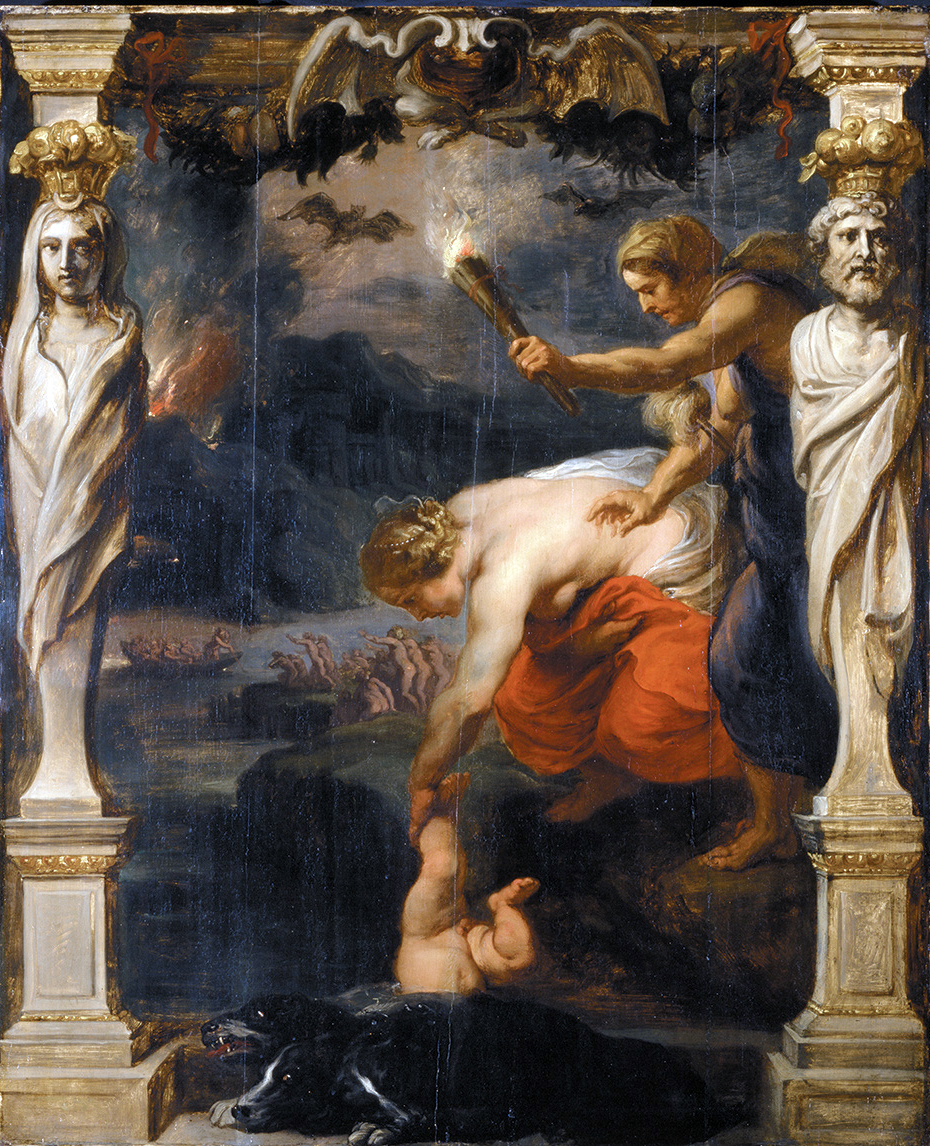
Картон Рубенса до арраса «Мати окунає малого Ахілла у річку Стікс»

## Графіка художника Міхеля Свертса
Друкована чи самостійна графіка не отримала розвитку у Південних Нідерландах, позаяк мистецтво там  носило відверто аристократичний характер і було спрямоване на створення предметів розкошів (ювелірні вироби зі срібла і слонової кістки, арраси і килими, декоративний живопис для палаців і помешкань багатіїв, парадні портрети тощо). Умов для розвитку демократичної друкованої графіки, розрахованої на бідноту, тут не склалося. Існувала традиція малюнка, що тривалий час мав допоміжний характер до живопису, надгробків, створення різьблених меблів. Тим не менше спроби зробити друковану графіку були. В добу фламандського бароко до неї звернулись Антоніс ван Дейк та Міхіль Свертс, майстри, що відвідали інші країни і мали свідомість ширшу за міщанське оточення у Фландрії. Але спроби майстрів мали різне спрямування. Мета Антоніса ван Дейка — зафіксувати портрети уславлених сучасників різного фаху піднесено і парадно. Мета Сверса  протилежна — це зображення пересічних громадян з вуличного натовпу і це практично єдиний зразок друкованої графіки демократичного, непарадного характеру.

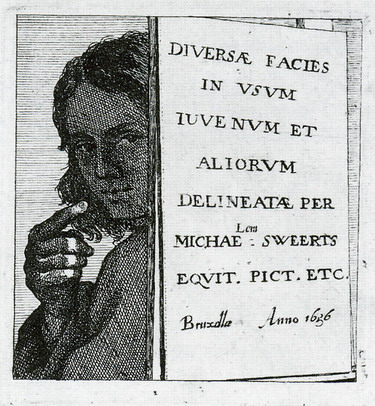
Міхель Свертс, фронтиспис до видання 1656
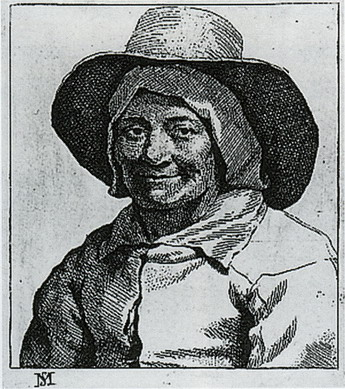
«Літня пані в капелюшку», 1656
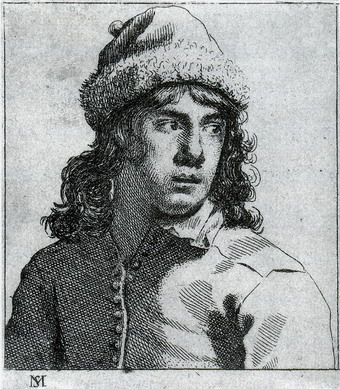
Міхель Свертс. «Юнак в шапці з хутром», 1656
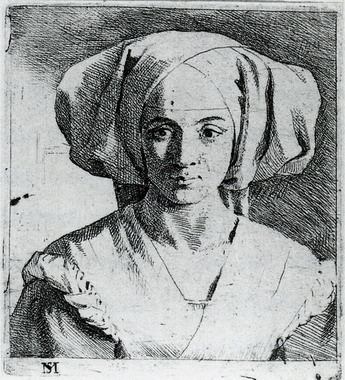
«Портрет невідомої дівчини», 1656

## «Іконографія Ван Дейка»  бл. 1626-1632 рр.

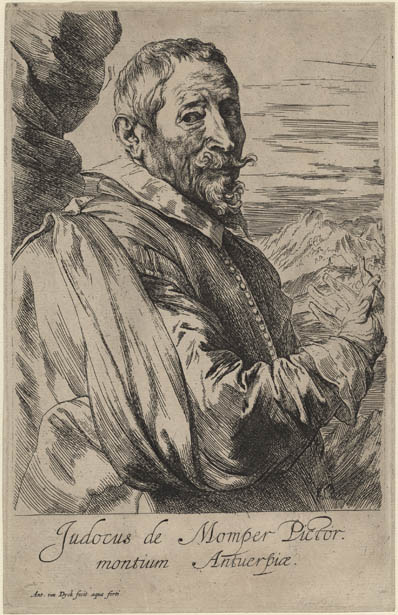
Антоніс ван Дейк. Йоос де Момпер, художник, бл. 1632 р.
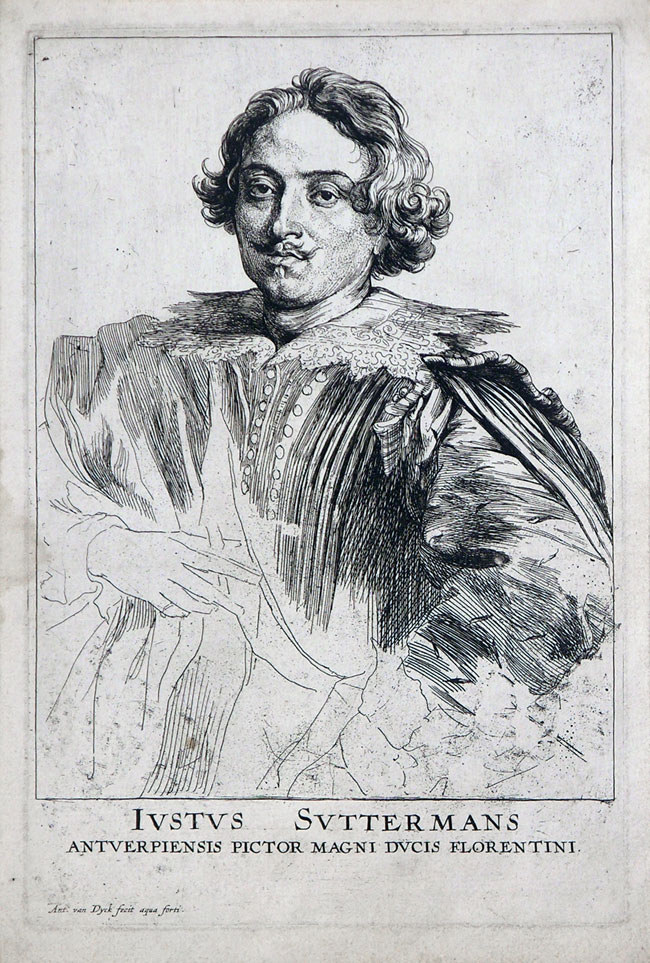
Антоніс ван Дейк. Юстус Сустерманс, художник.
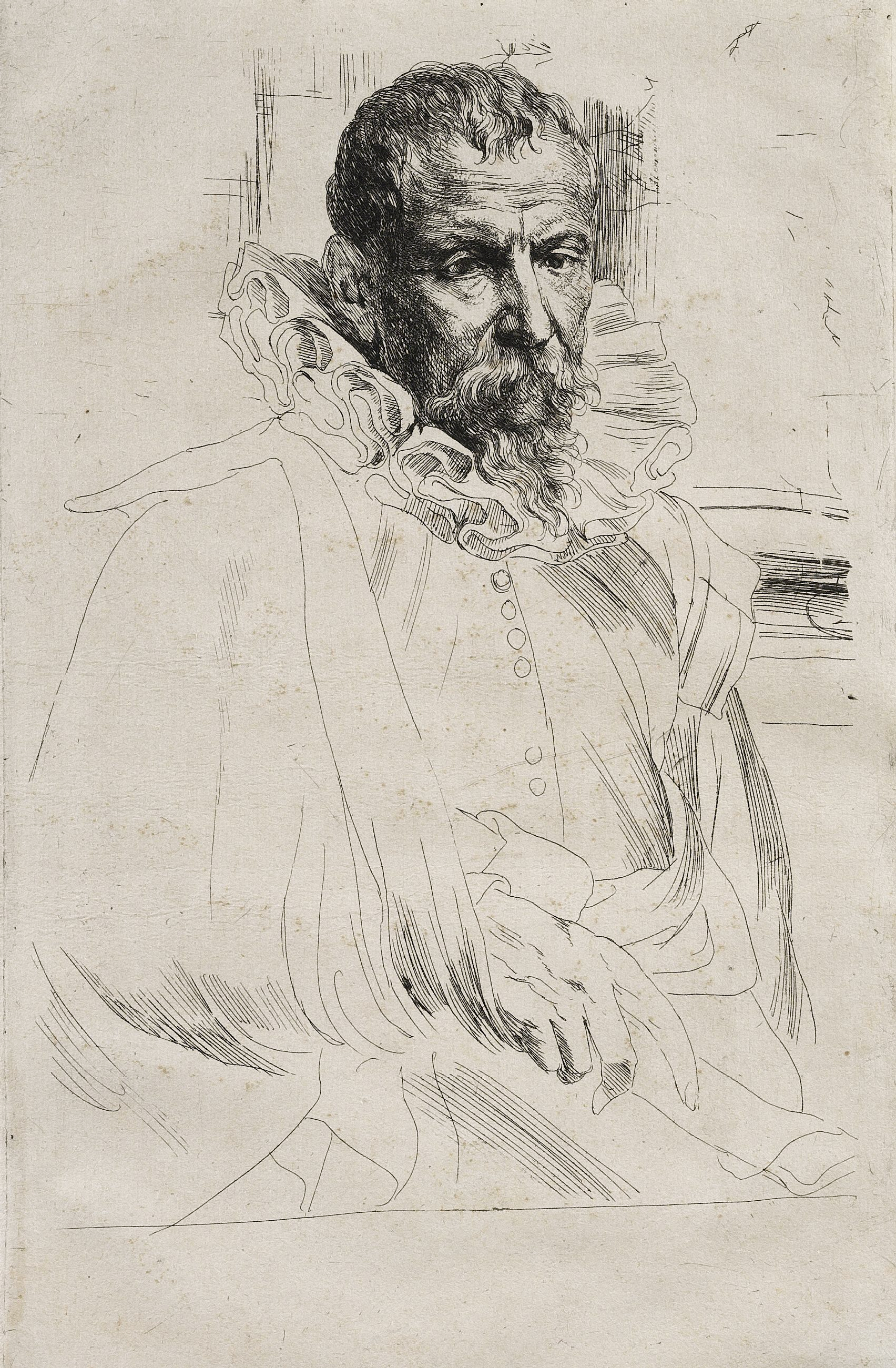
Антоніс ван Дейк. Пітер Брейгель Молодший
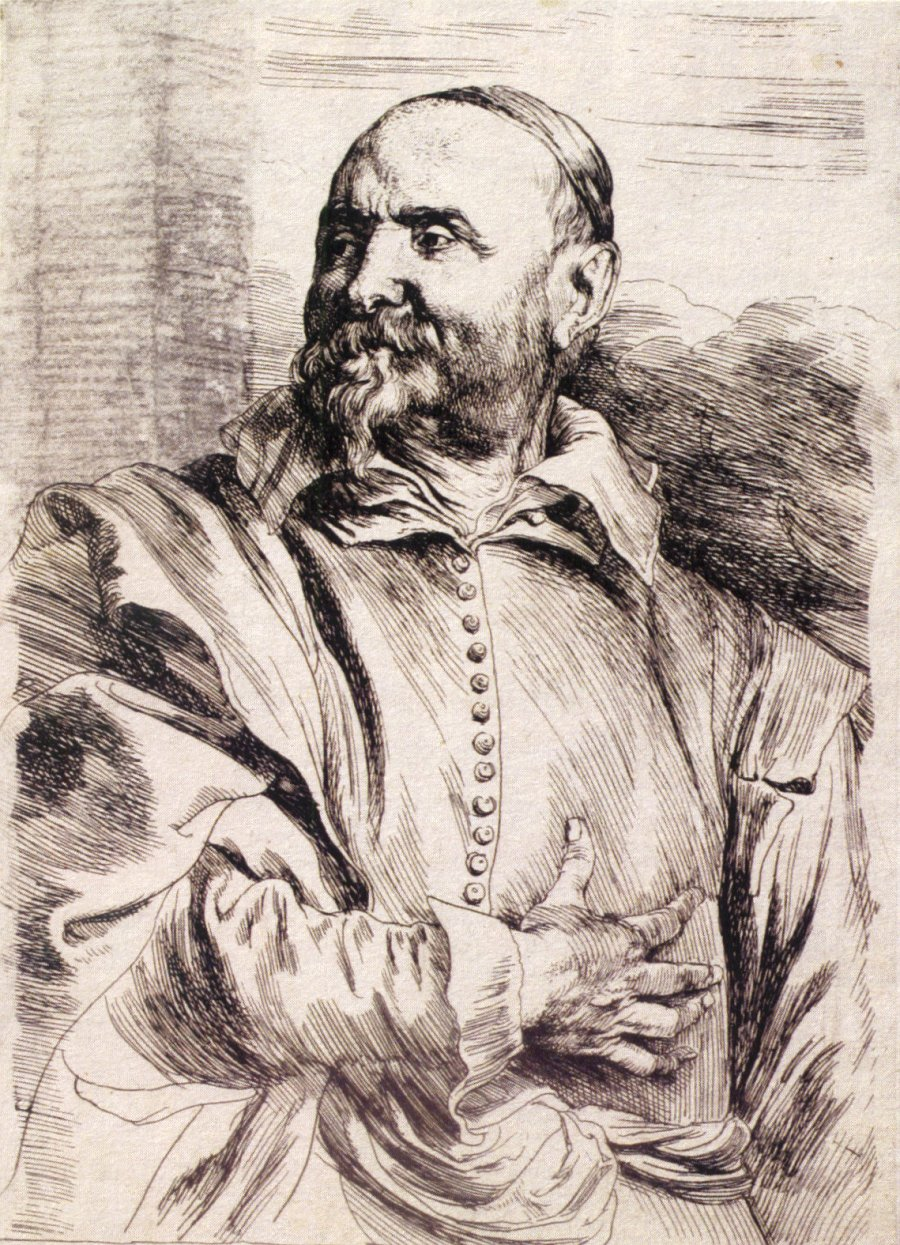
Антоніс ван Дейк. Ян Снеллінкс
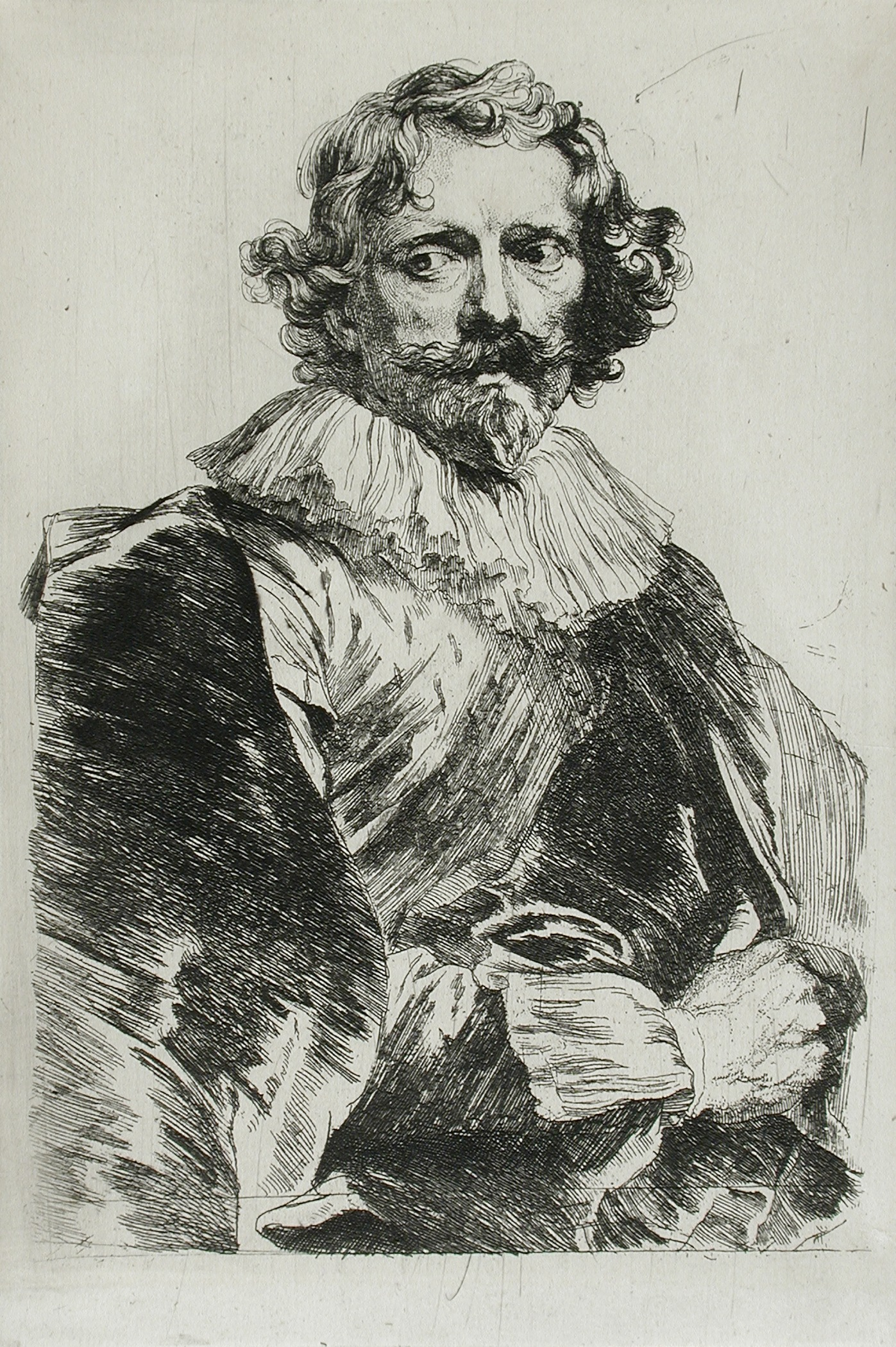
Антоніс ван Дейк. Лукас Ворстерманс
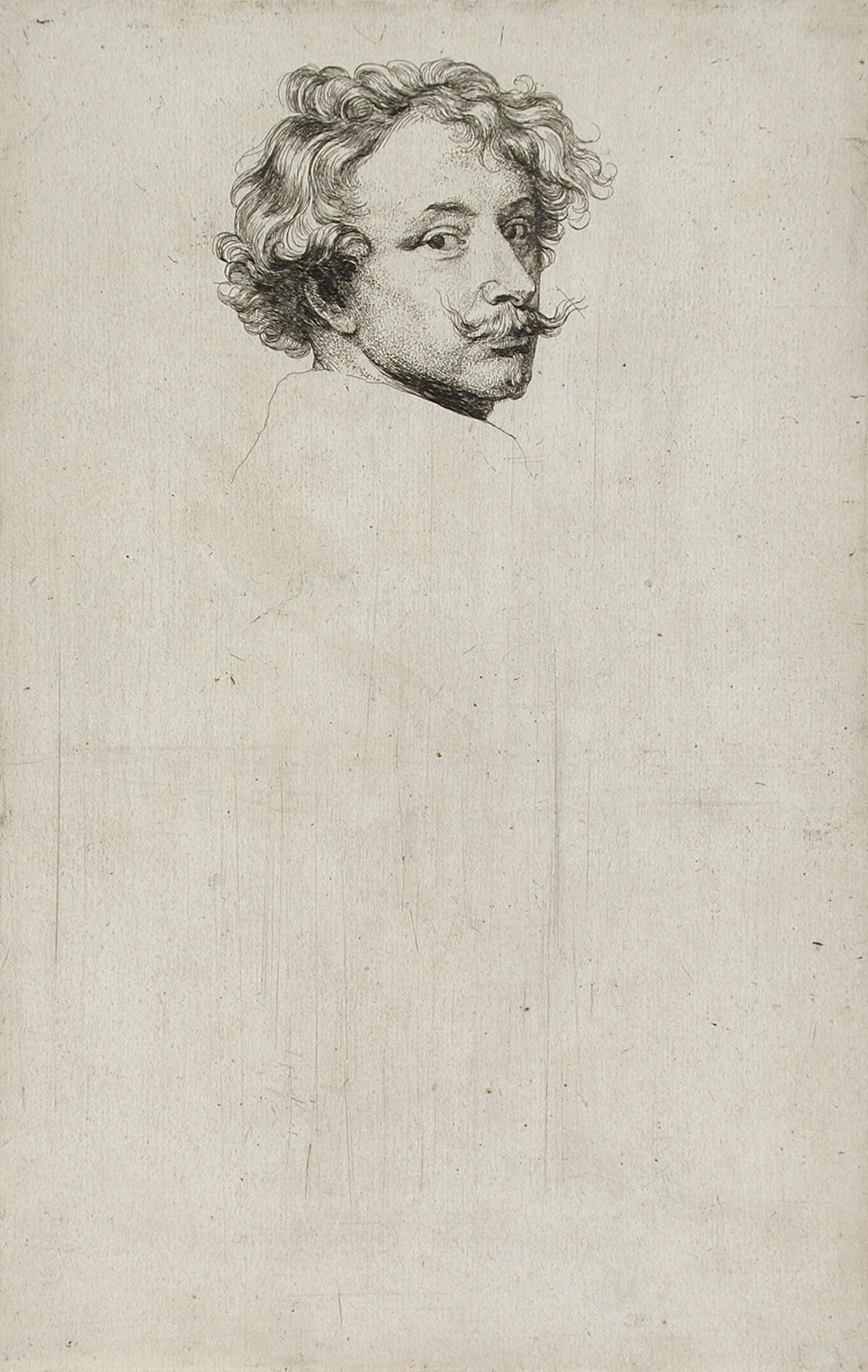
Антоніс ван Дейк. Автопортрет

## Парадний портрет  доби фламандського бароко

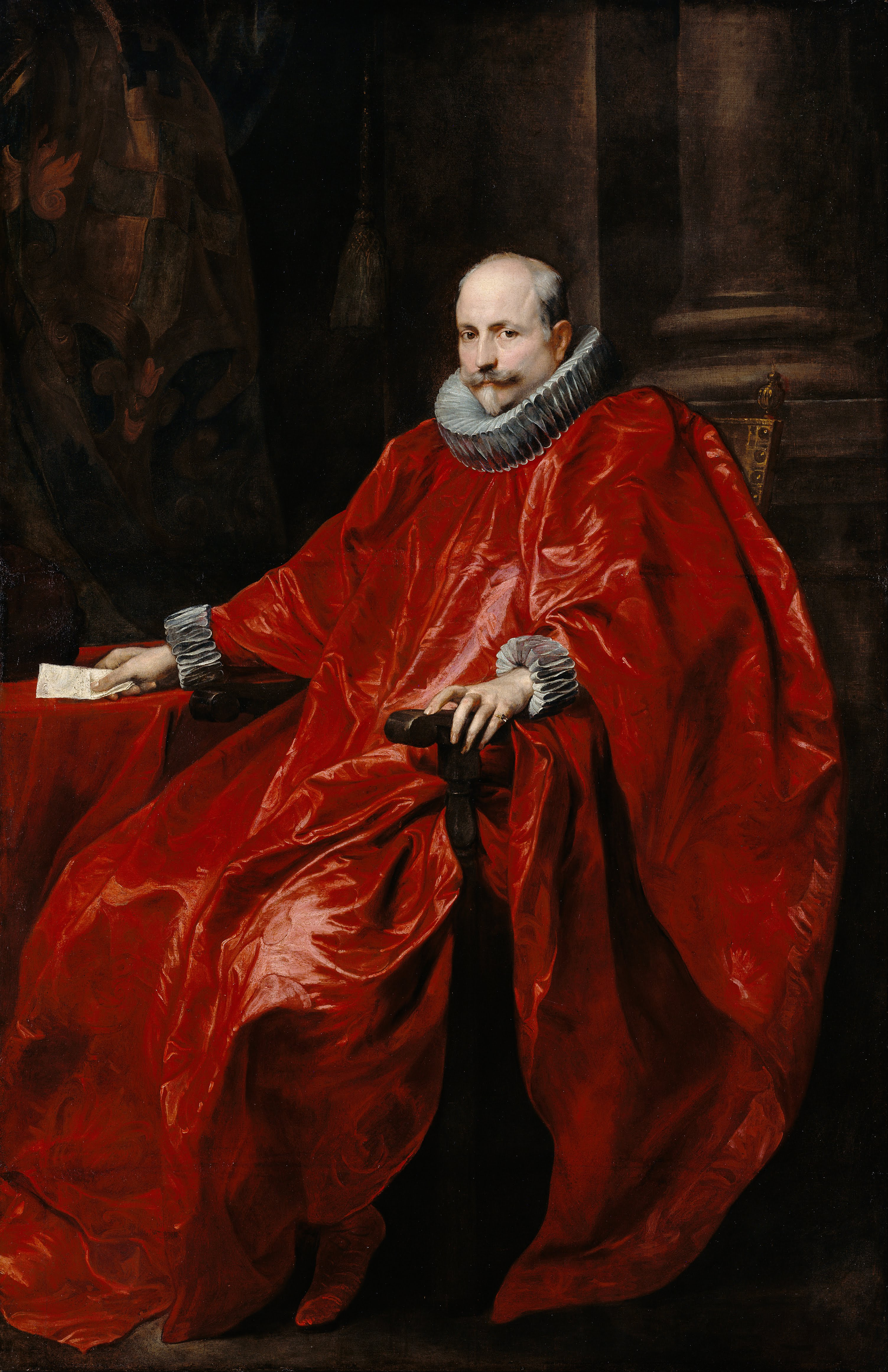
Антоніс ван Дейк. «Антоніо Паллавічіні», 1621 р., музей Гетті.

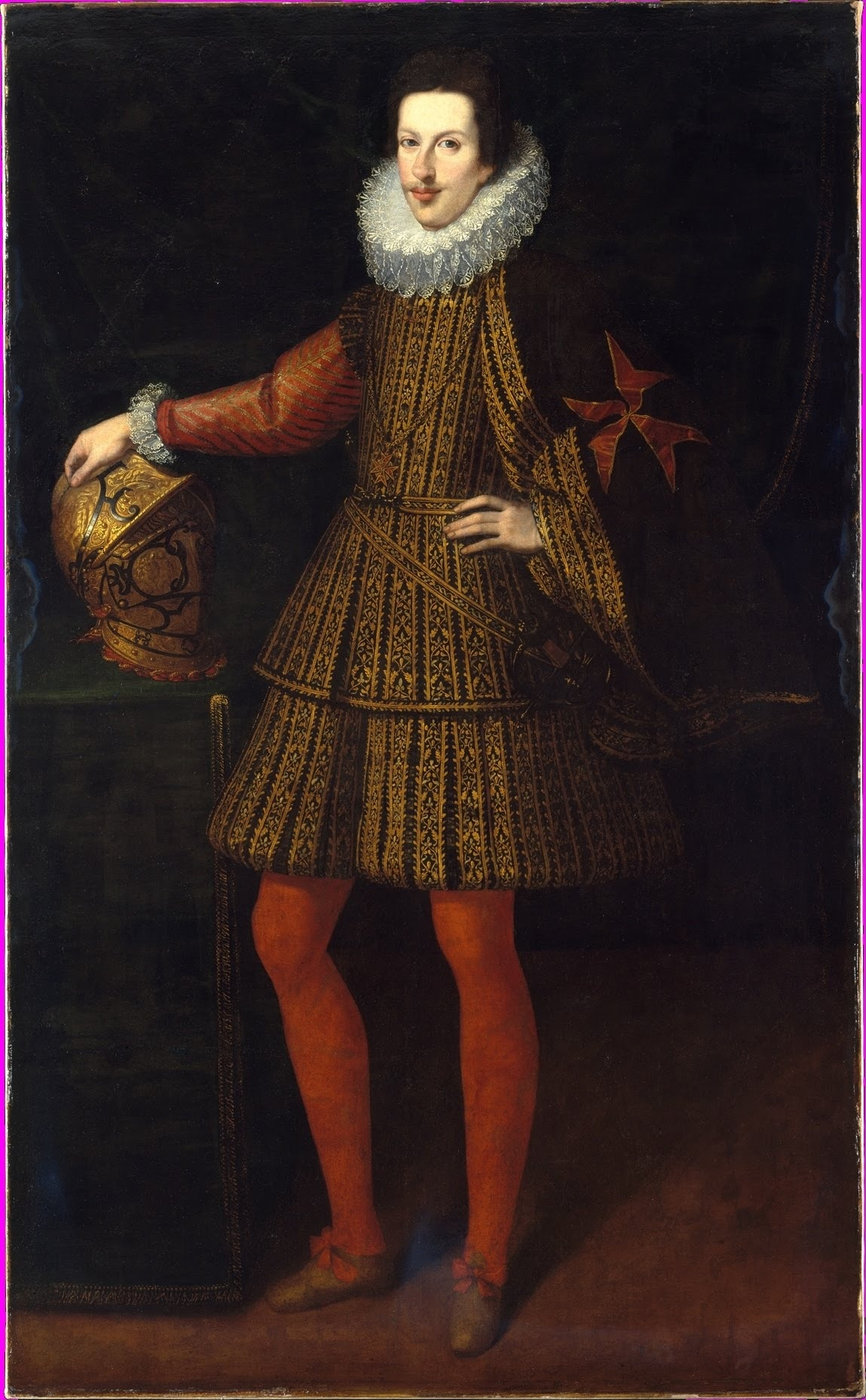
Юстус Сустерманс. «Герцог Козімо ІІ Медічі» (у повний зріст).
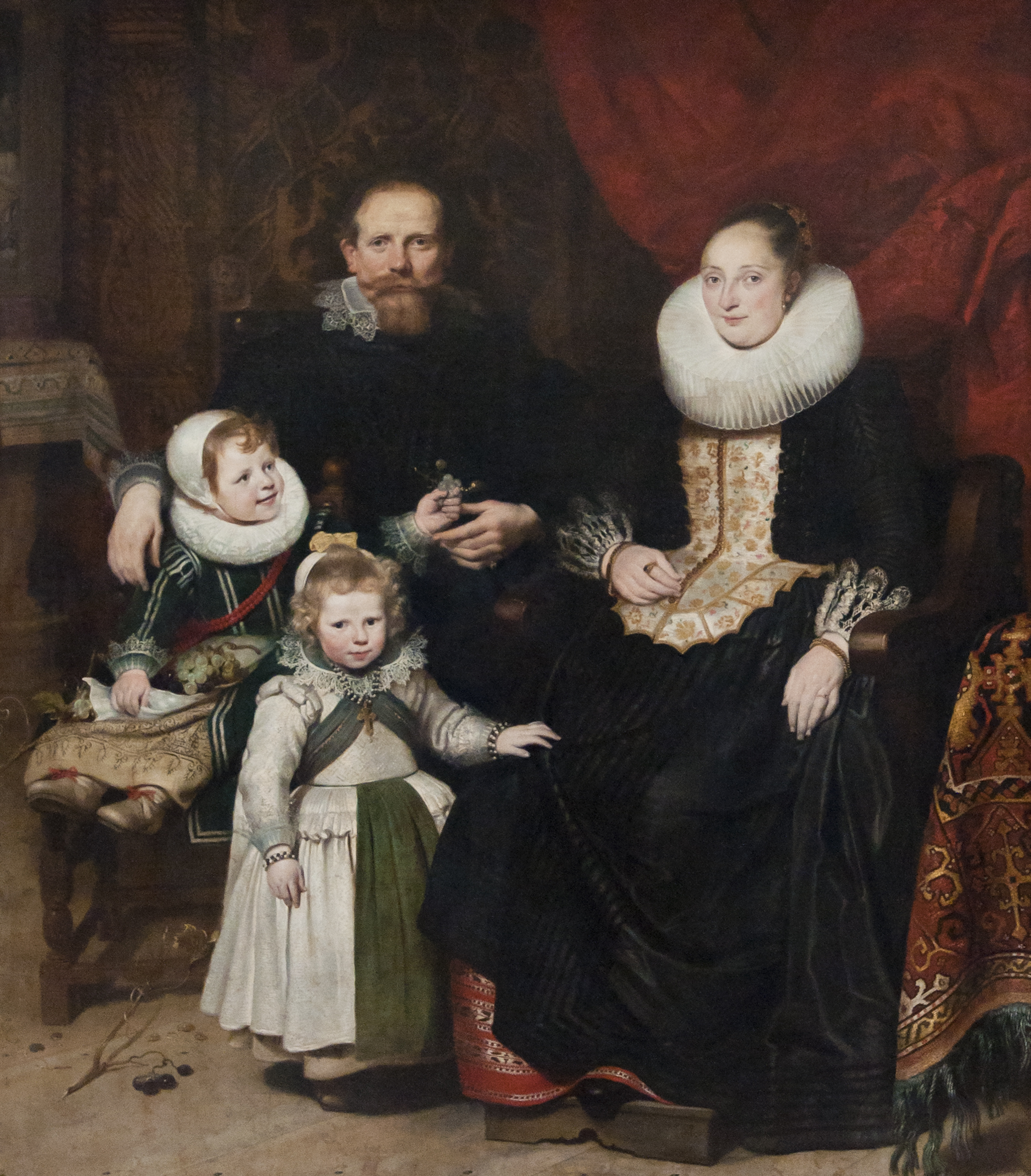
Корнеліс де Вос, «Автопортрет з дружиною і дітьми».
Антоніс ван Дейк. « Ізабелла Брант», перша дружина П.П. Рубенса. Сполучені Штати.
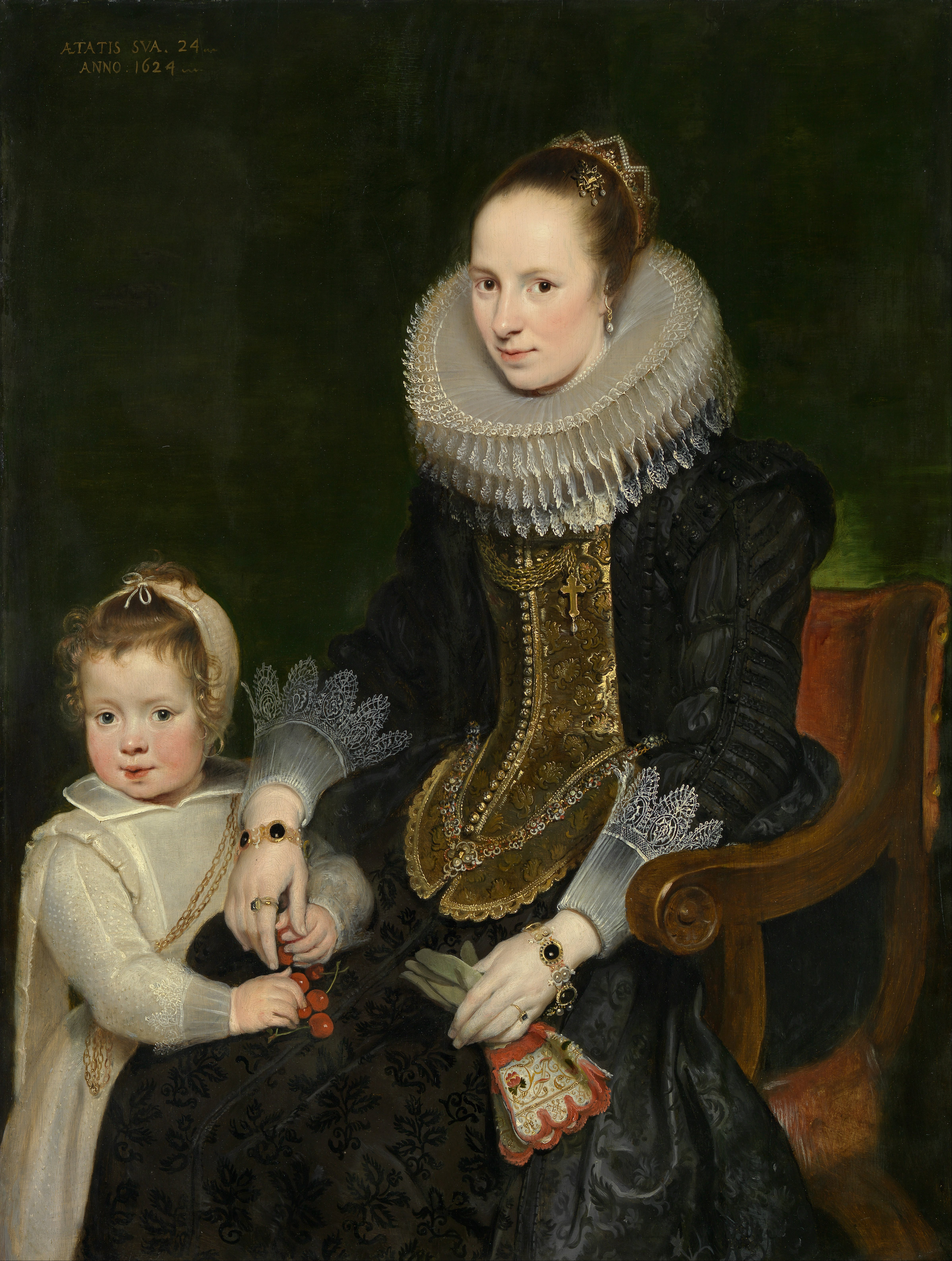
Корнеліс де Вос. «Невідома пані з донькою»
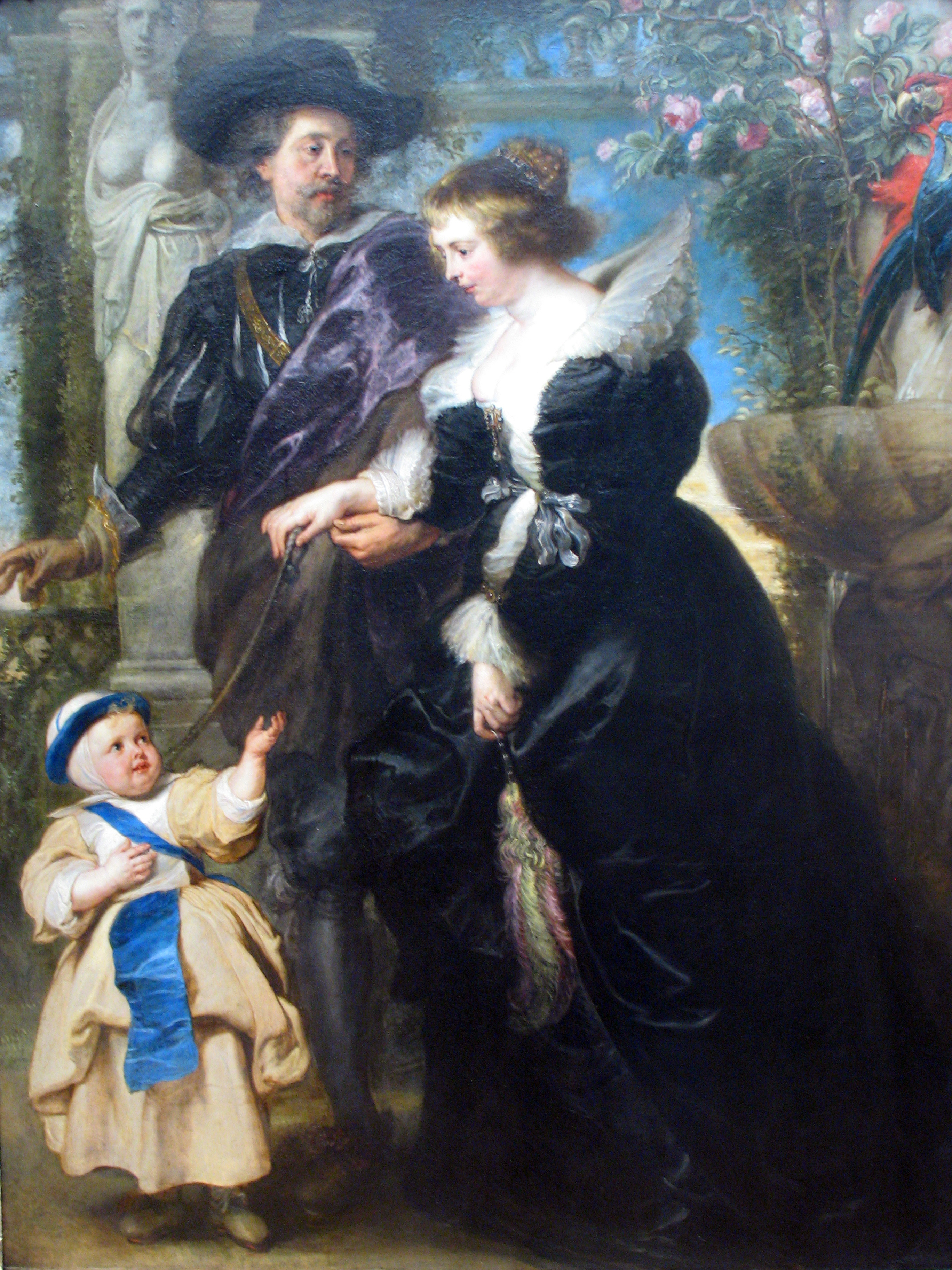
Художник Рубенс з другою дружиною і дитиною в саду.

## Кінний портрет як різновид парадного портрета

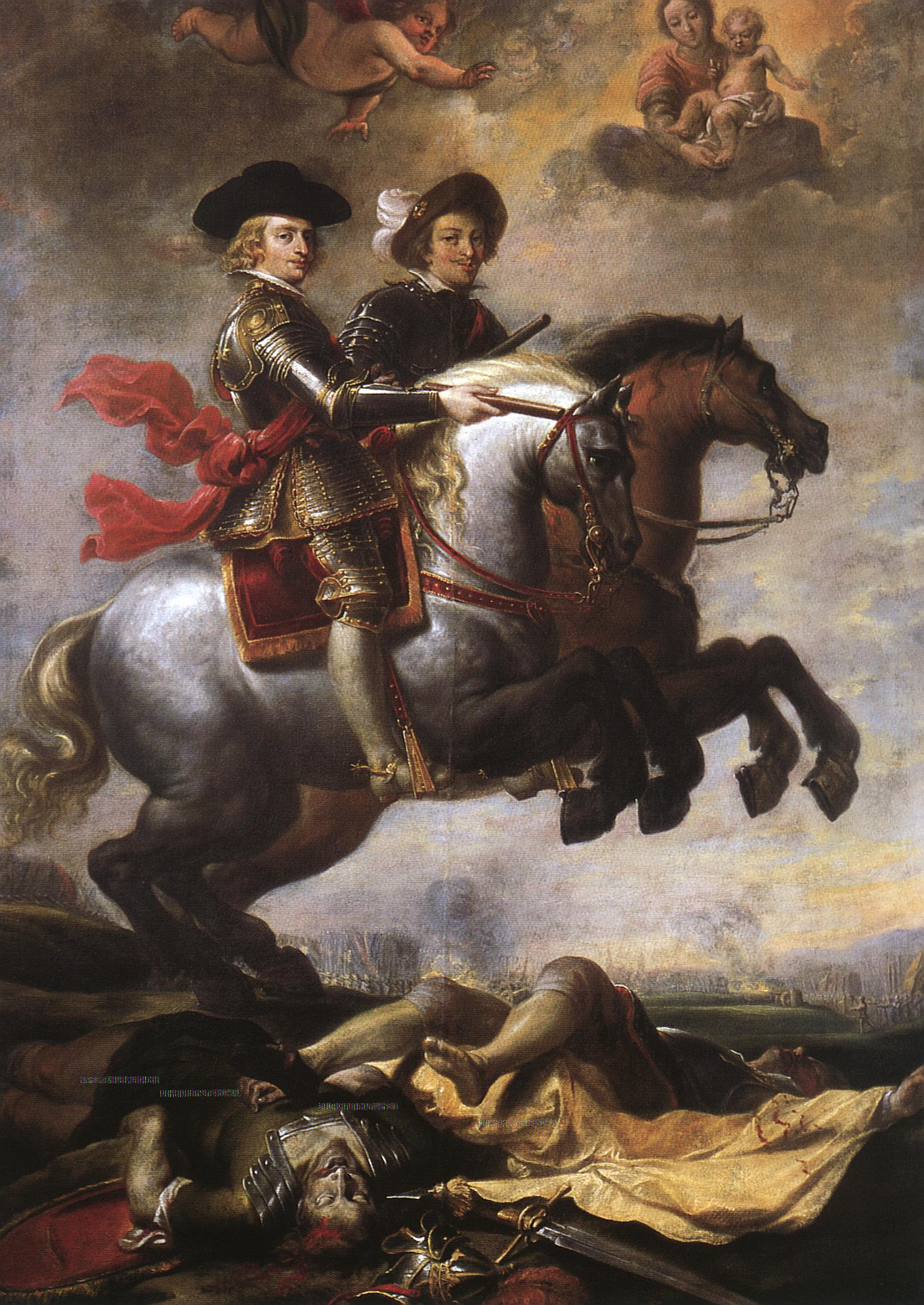
Корнеліс Схют. «Подвійний кінний портрет і перемога іспанців у баталії під Нордлінгеном», Гент
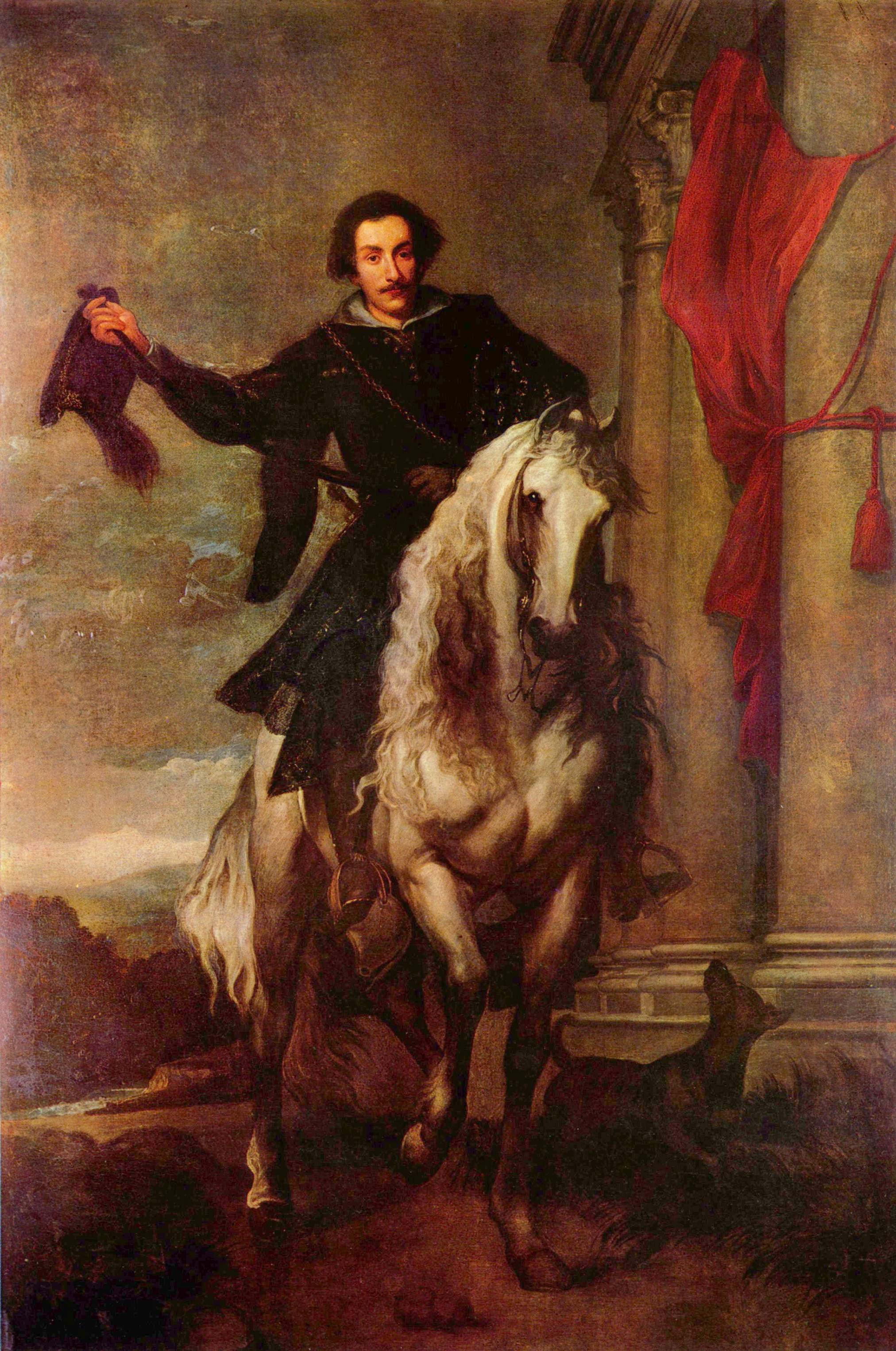
Антоніс ван Дейк. «Кінний портрет маркіза Антоніо Джуліо Бріньйле-Сале», до 1627 р., Палаццо Россо, Генуя.
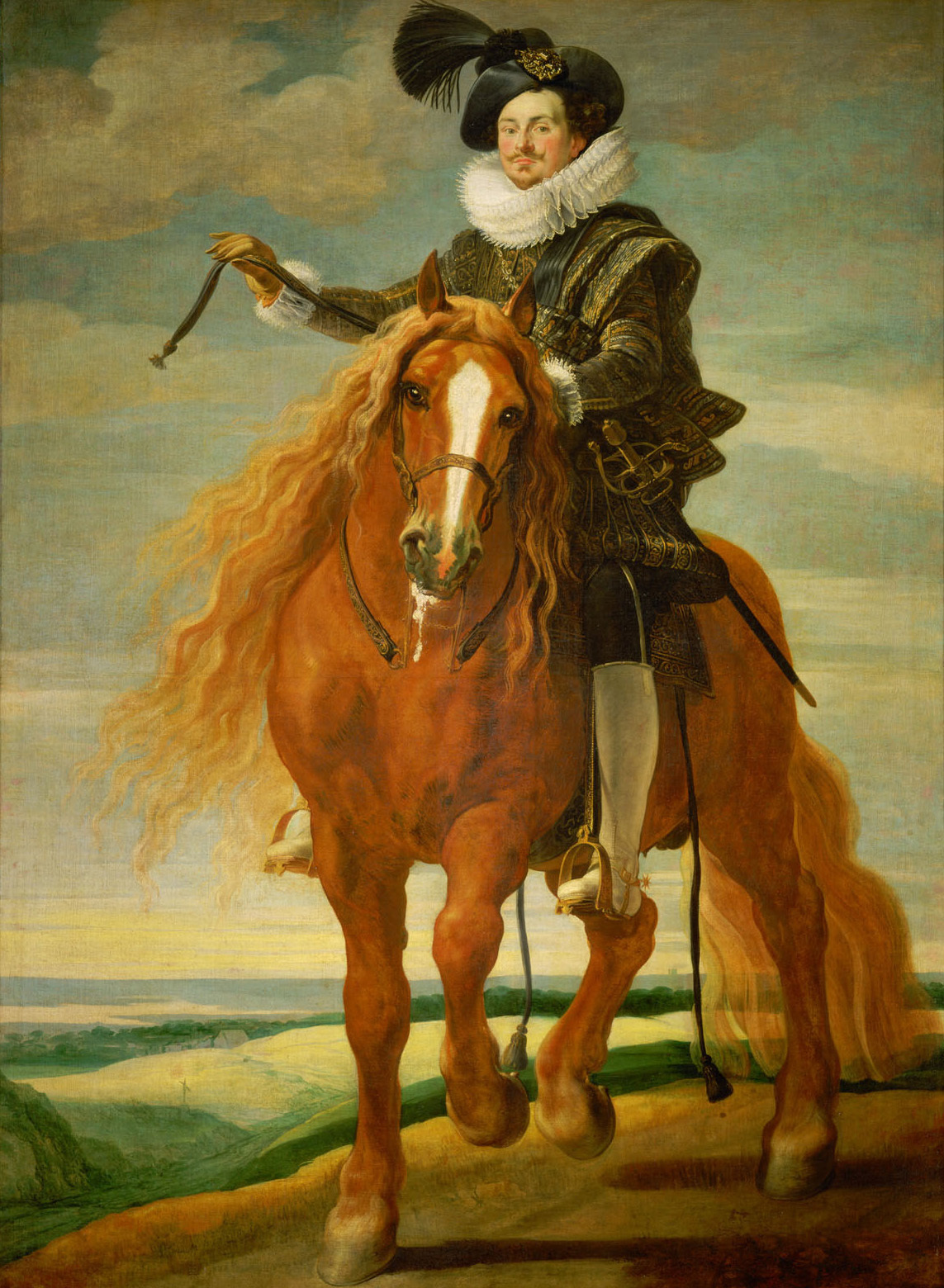
Гаспар де Крайєр. «Кінний портрет маркіза де Леганес», до 1628 року. Музей історії мистецтв, Відень
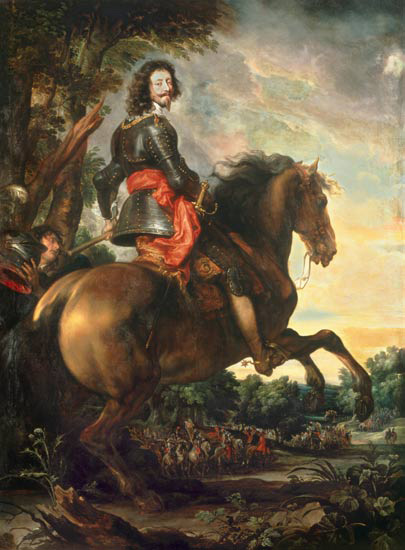
Антоніс ван Дейк. «Князь Аренберг», до 1641 року.
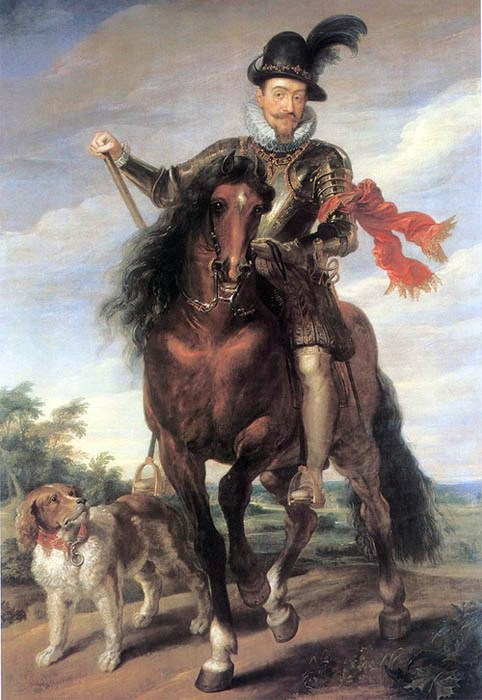
Рубенс і майстерня. «Кінний портрет шведського короля Сігізмунда ІІІ Вази», до 1624 року. Національний музей Швеції

## Пейзаж майстрів фламандського бароко

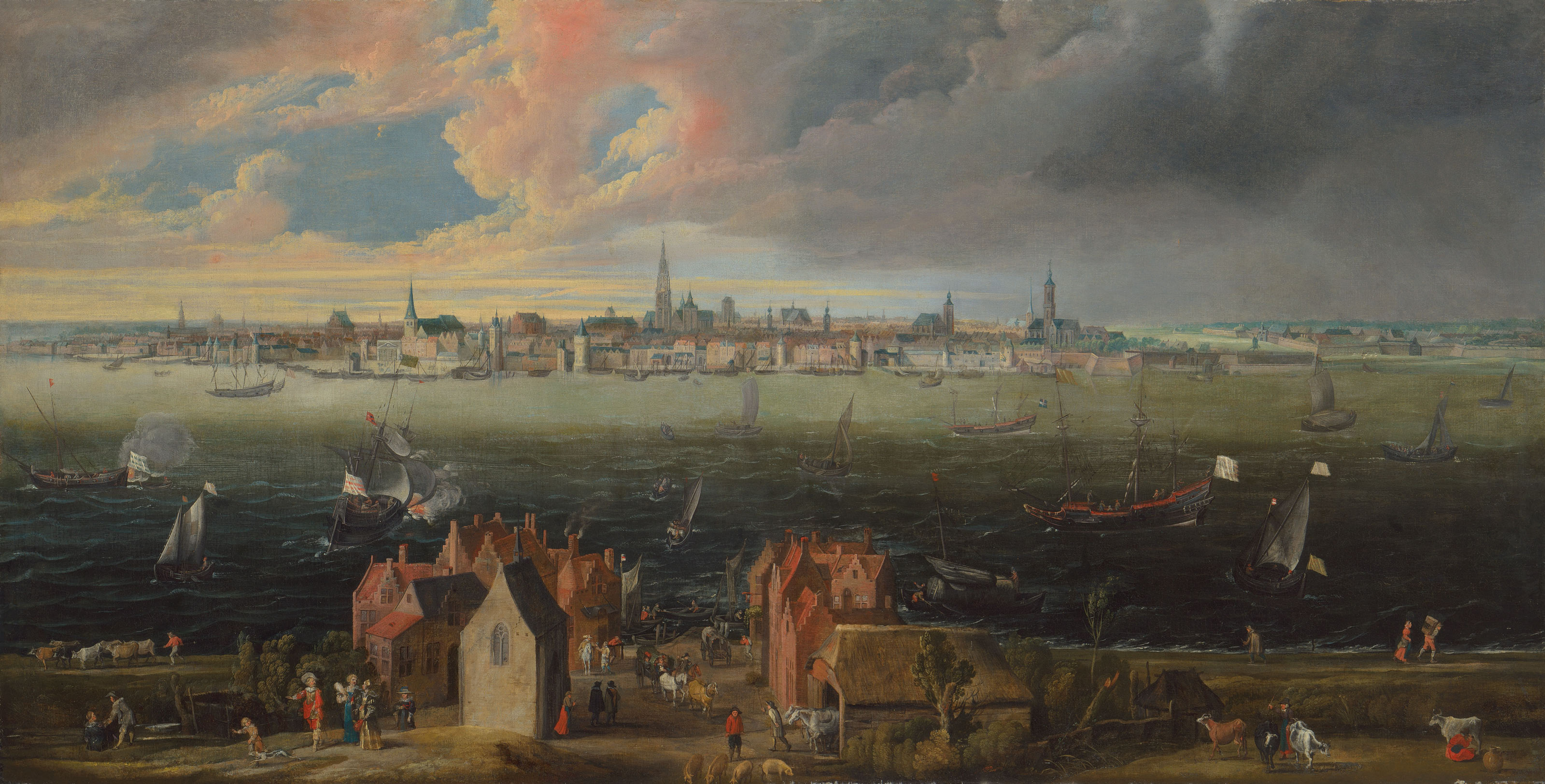
Ян Вільденс. «Панорамний пейзаж з Антверпеном», перше десятиліття 17 ст., приватна збірка.

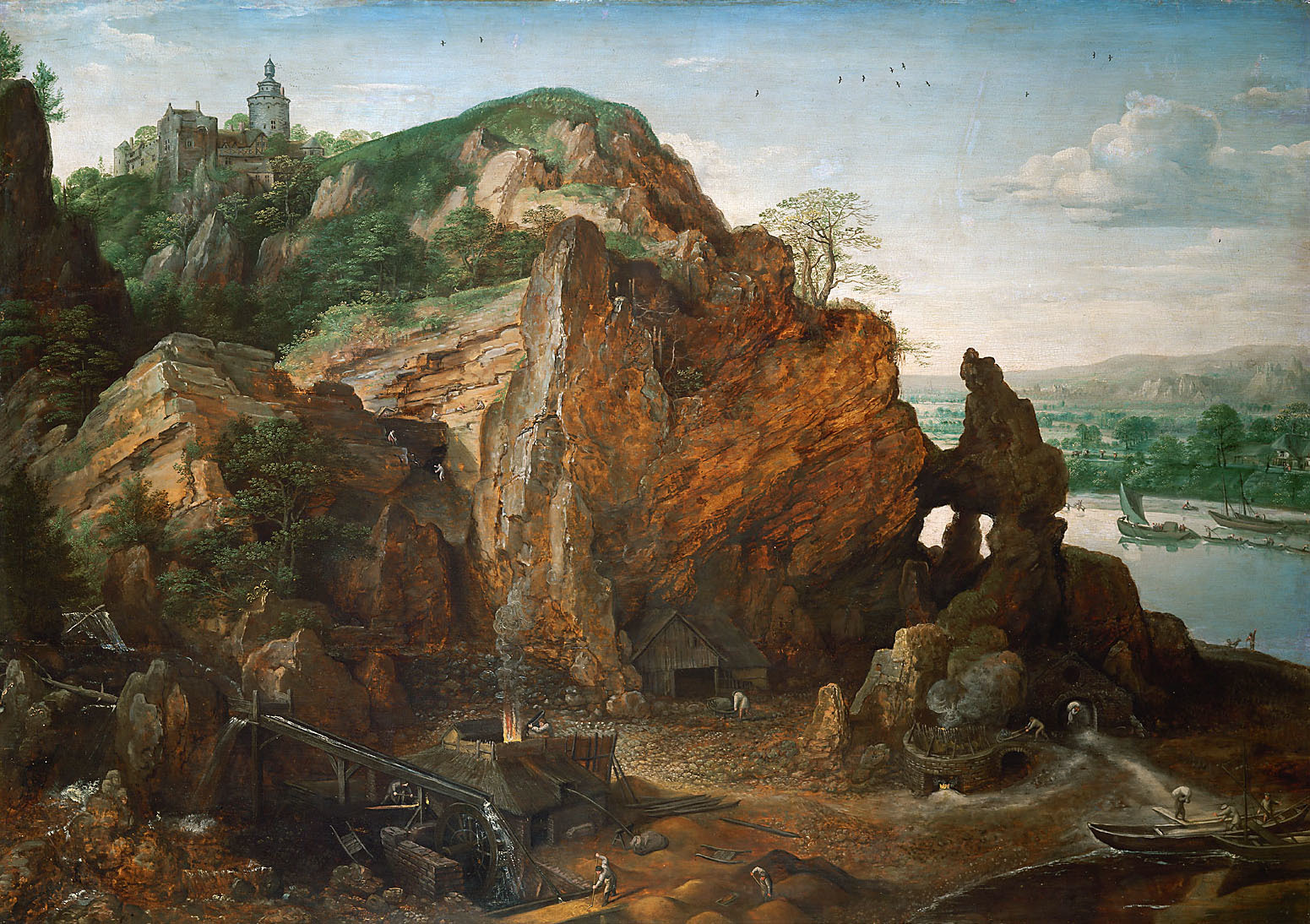
Лукас ван Фалькенборх. «Гори Маасу з покладами руд та ливарними печами», 1580, Відень.

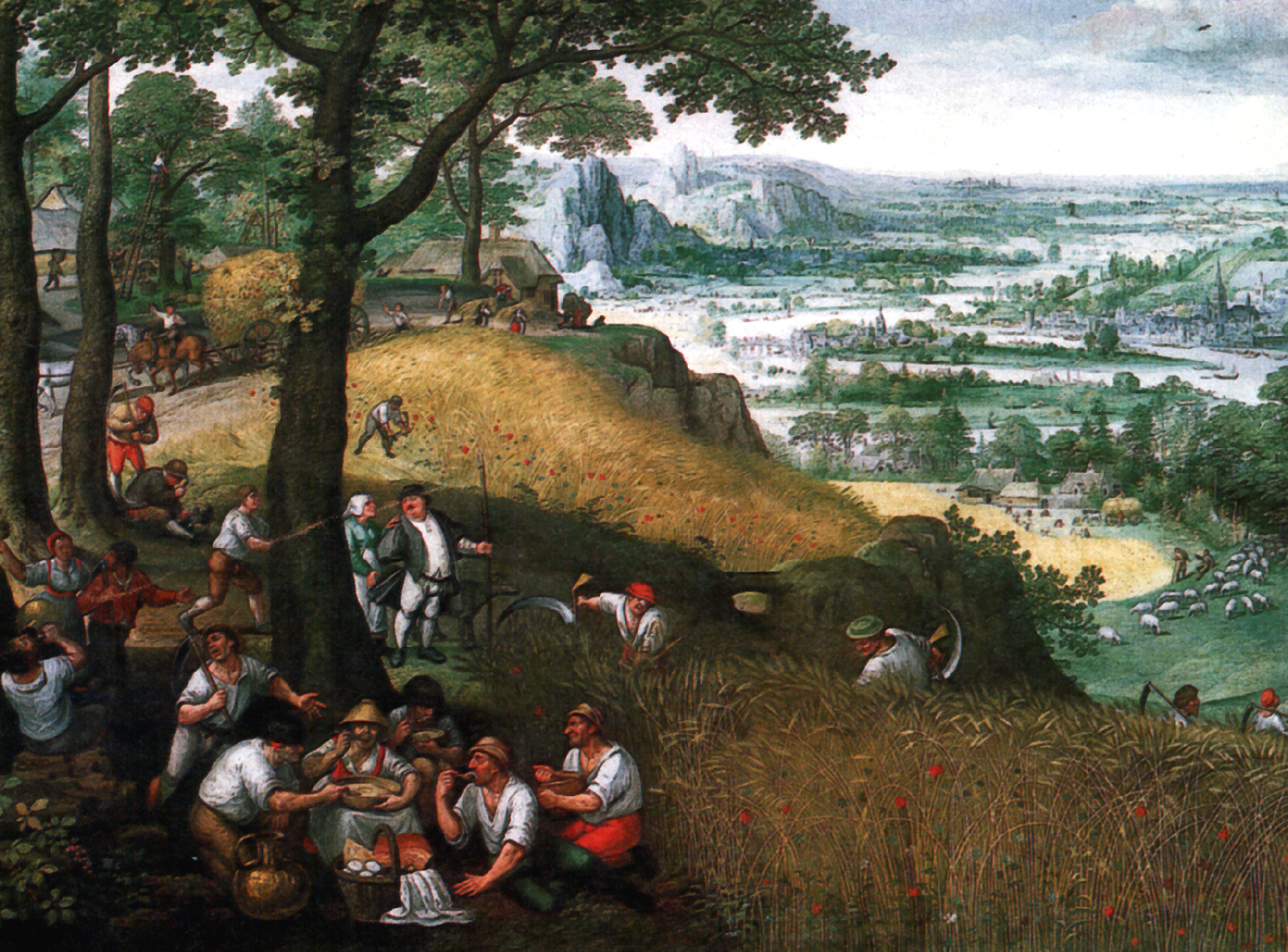
Лукас ван Фалькенборх.  Жнива, пейзаж з серії «Сезони», Музей історії мистецтв, Відень
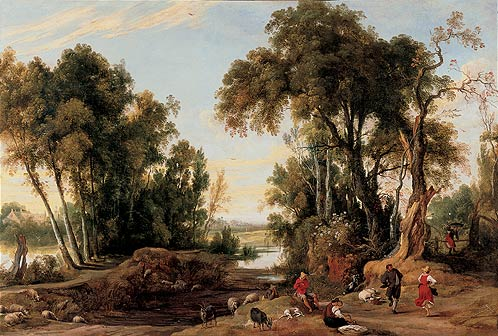
Ян Вільденс. «Пейзаж з розвагами пастухів»
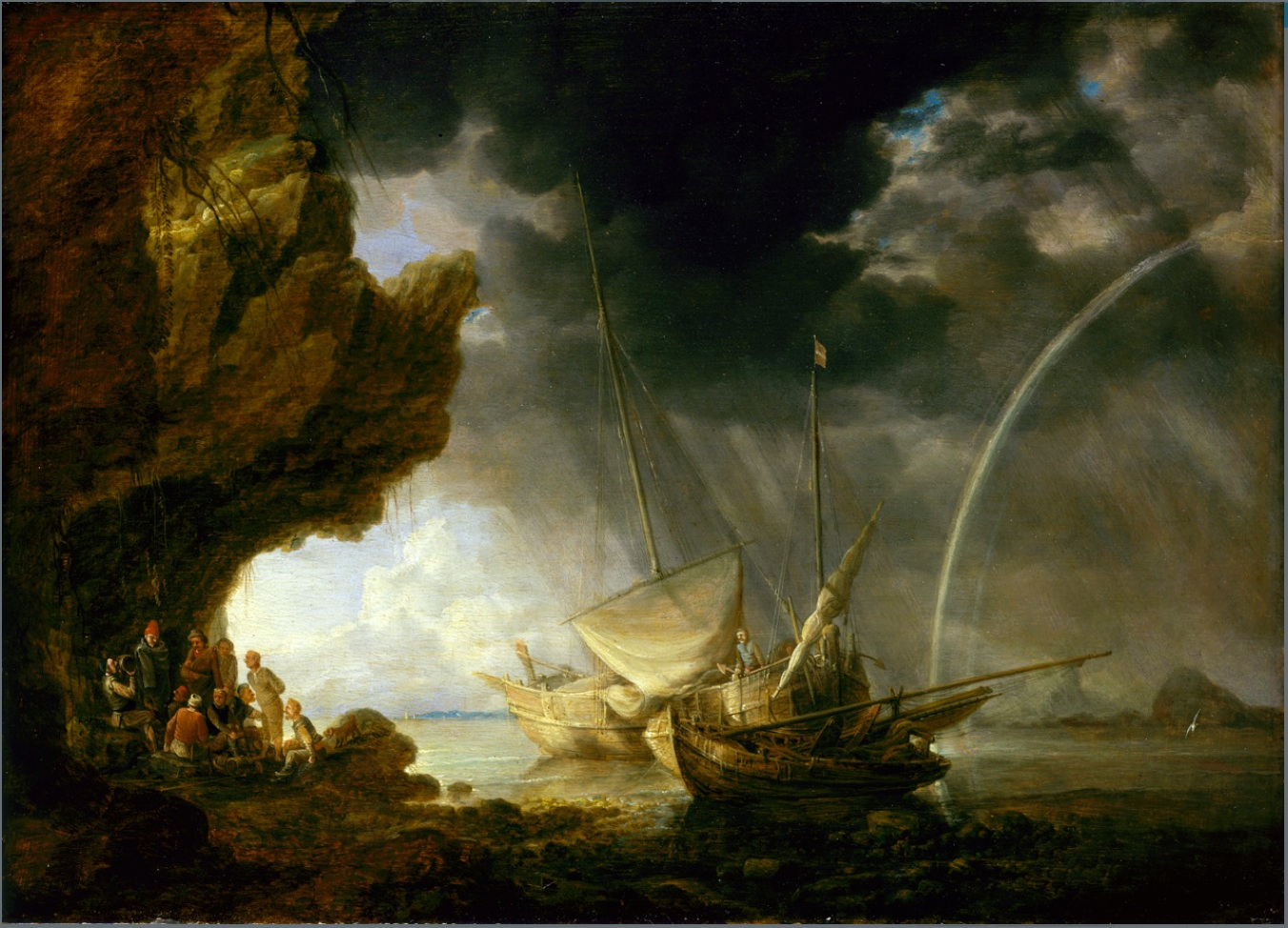
Бонавентура Пітерс старший. «Пейзаж із буревієм над морем », Національний морський музей, Лондон.

## Анімалістичний жанр і мисливські сцени

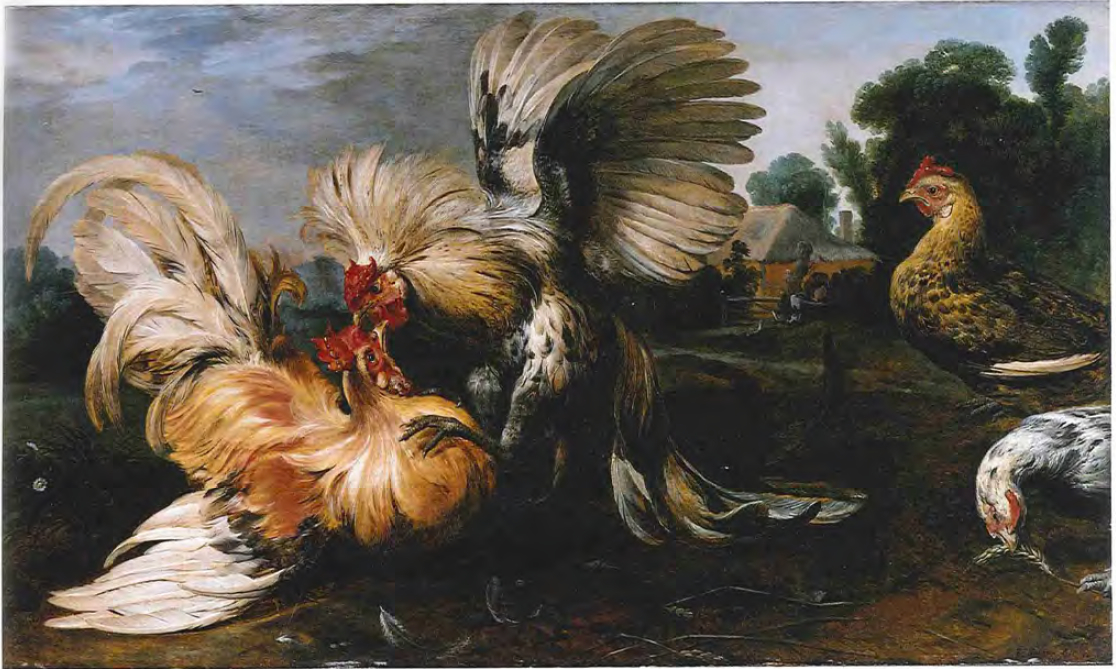
Франс Снейдерс (1579—1657), « Бійка двох півнів», перша половина 17 ст.
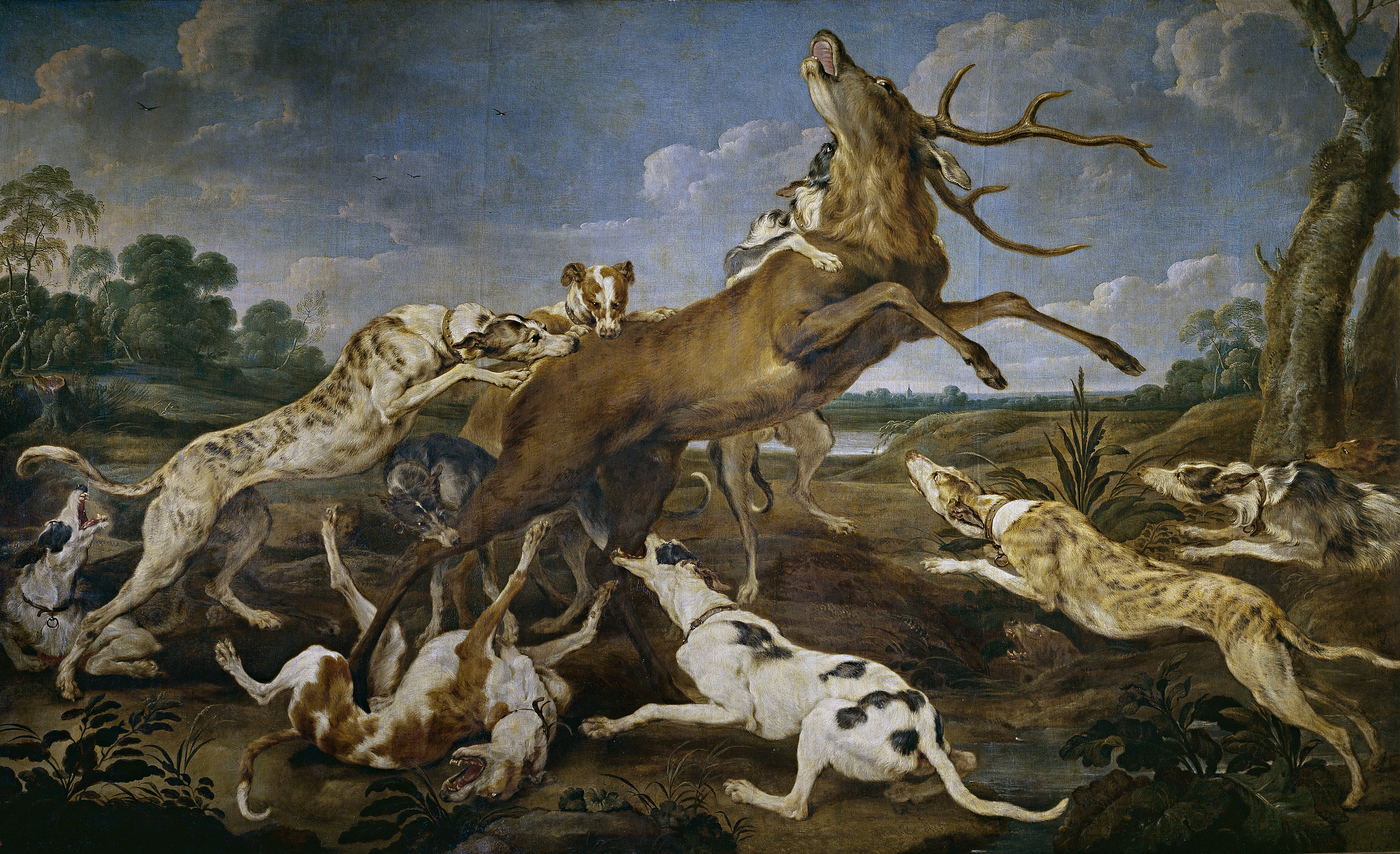
Пауль де Вос. «Полювання на оленя», Національний музей Прадо, Мадрид
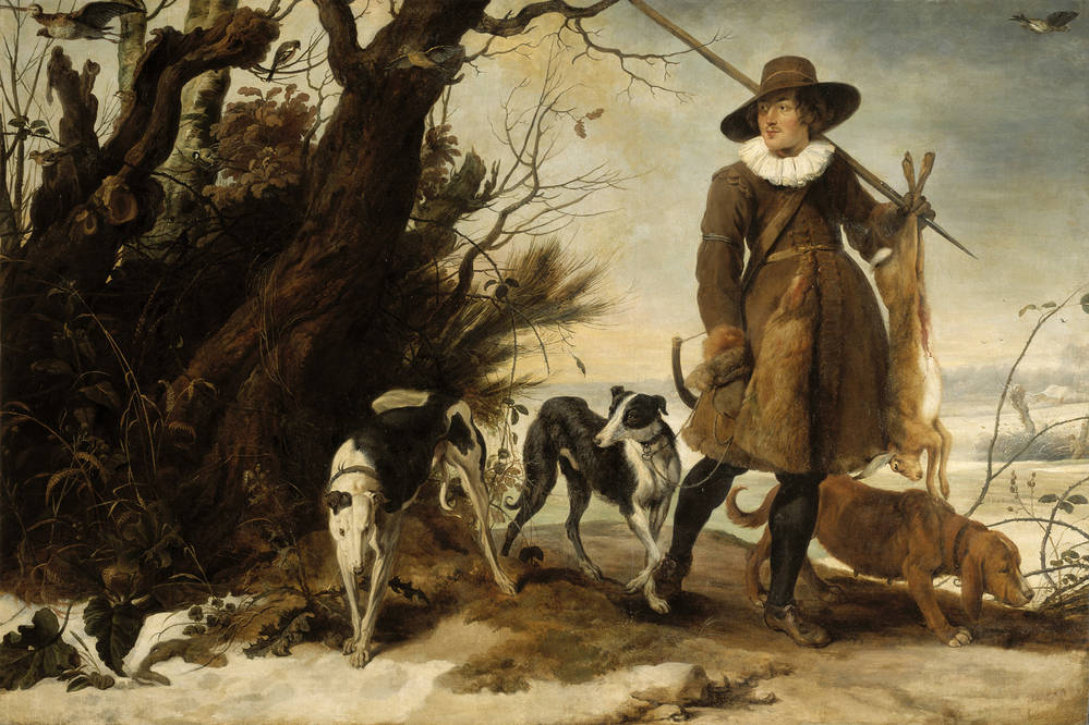
Ян Вільденс. « Зимовий пейзаж з мисливцем», Дрезденська картинна галерея.

## Галерея

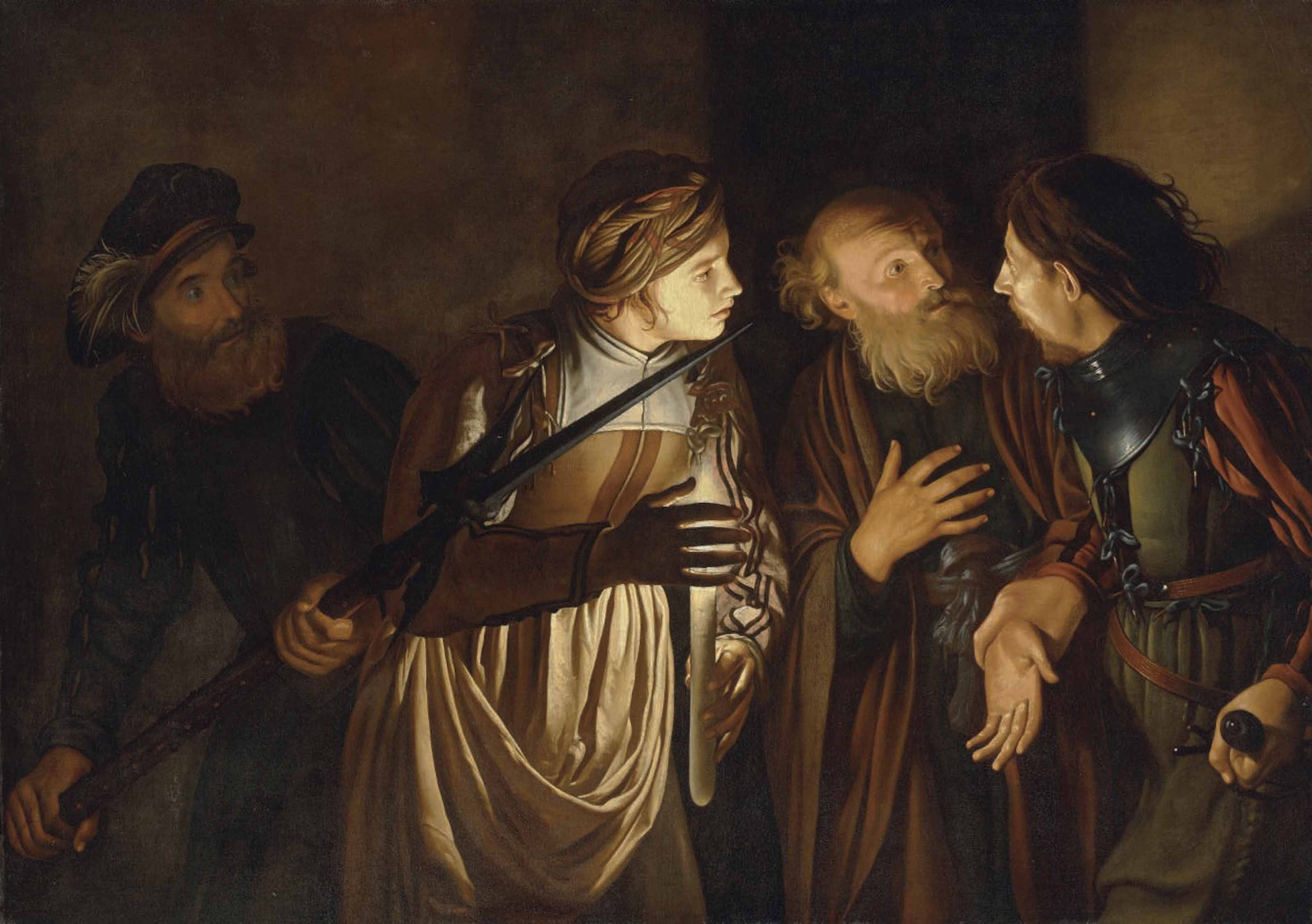
Адам де Костер. «Зречення апостола Петра»

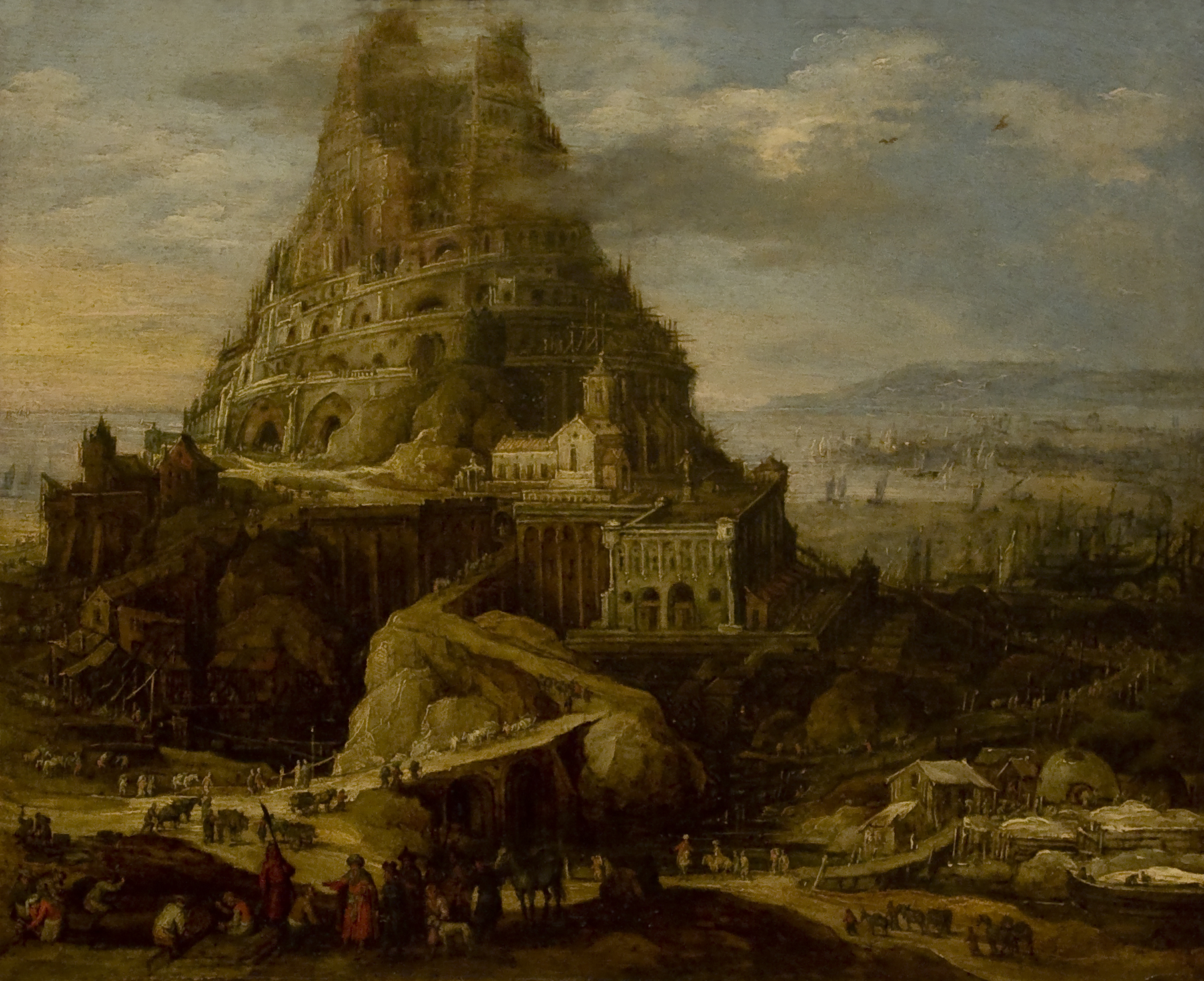
Йоос де Момпер. «Будівництво Вавилонської вежі», до 1605 р., Національний музей старовинного мистецтва, Лісабон, Португалія

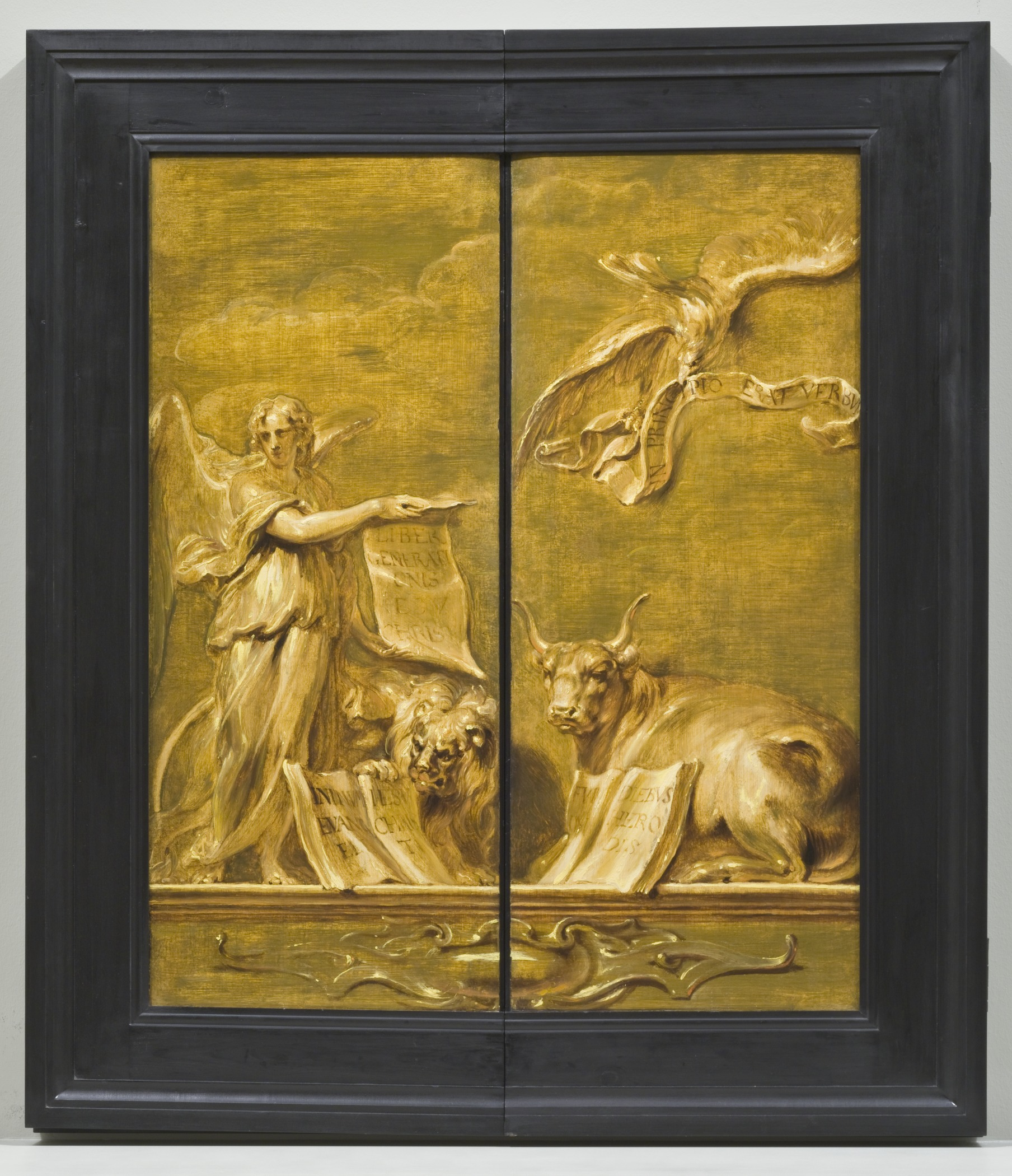
Ян Бокхорст. Триптих з Преображенням Христа. Наріжні стулки із символами чотирьох євангелістів. Музей мистецтв округу Лос-Анджелес, Каліфорнія.

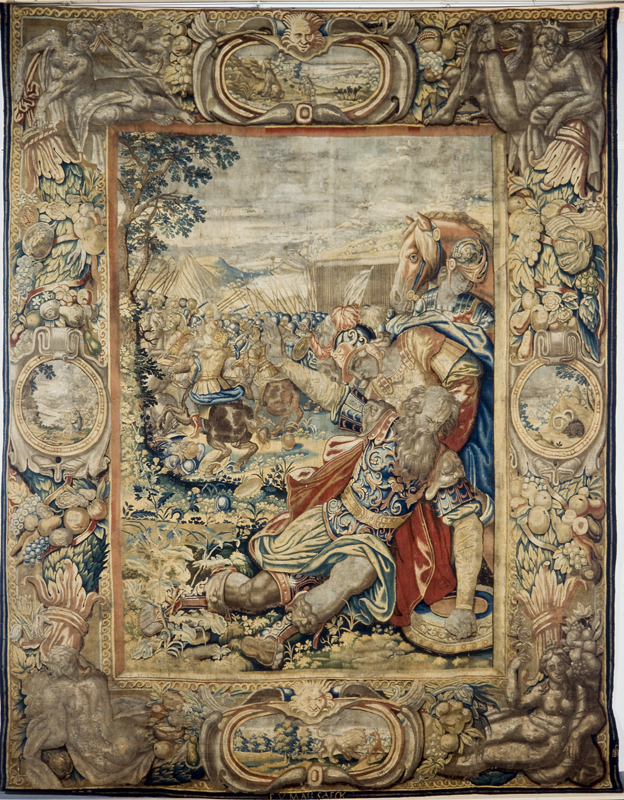
Аррас «Рятування батька Сципіона в битві при Тічино», Мануфактура Франса ван Мелсейка ( Брюссель ), 1629 рік. Музей мистецтв, Сан-Паулу, Бразилія
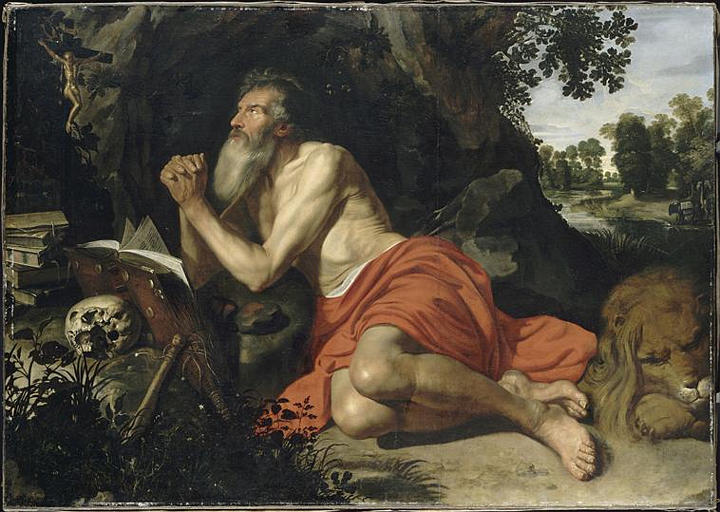
Артус Вольфорт.  «Св. Єронім в пустелі», середина 17 ст.
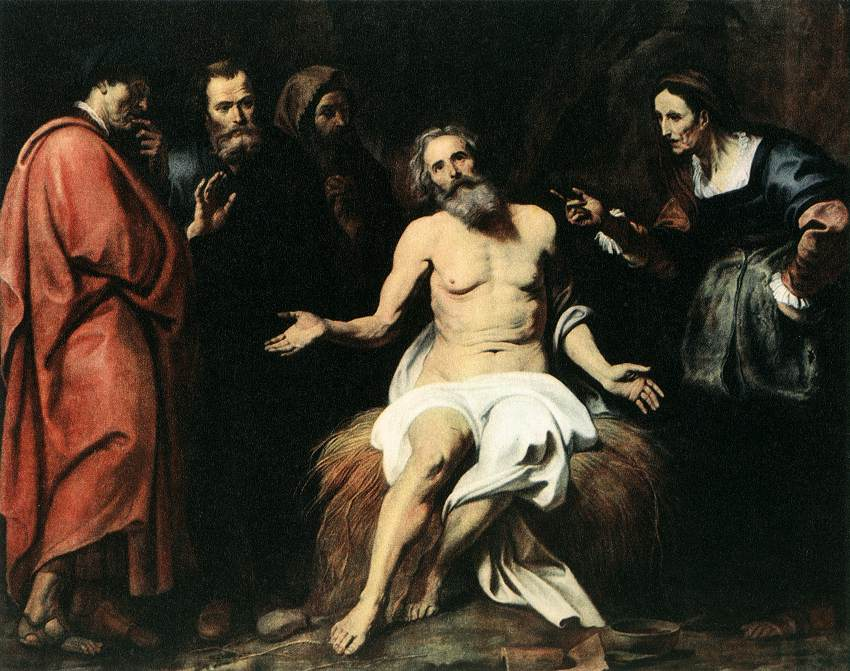
Герард Сегерс. «Хворий Іов на соломі», Національна галерея (Прага)
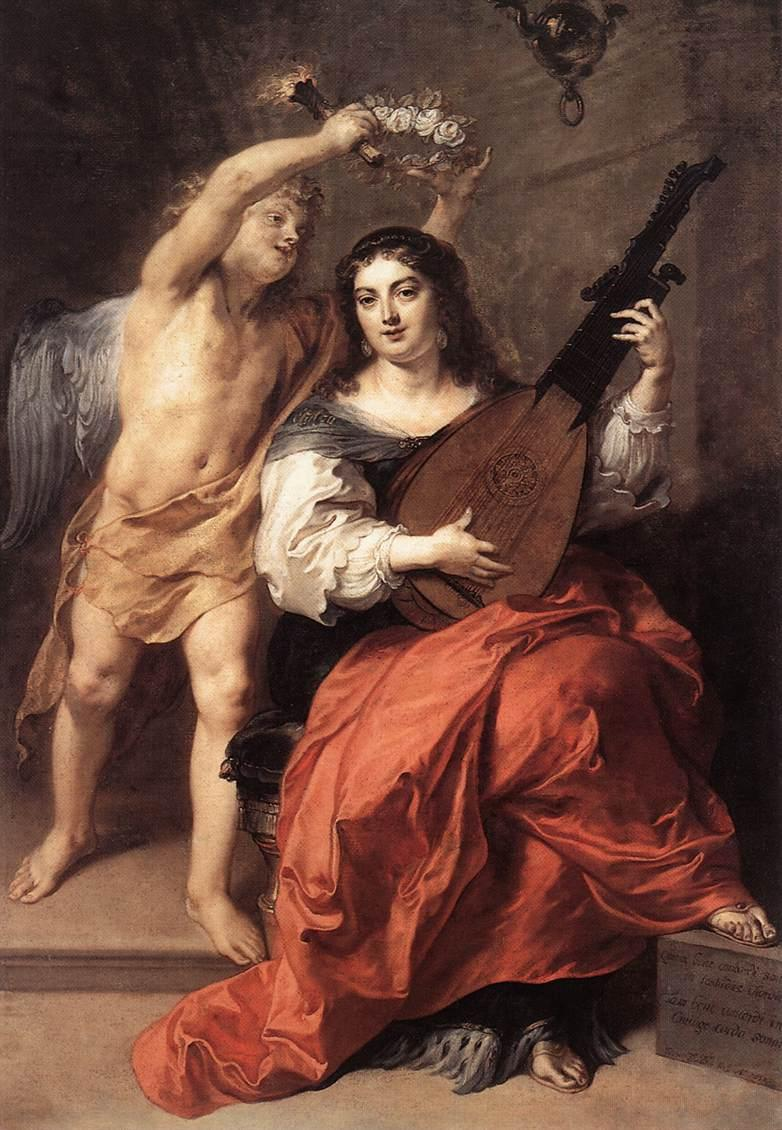
Теодор ван Тюльден. «Гіменей та Гармонія»
Антоніс ван Дейк. «Портрет невідомої з віолою да гамба»
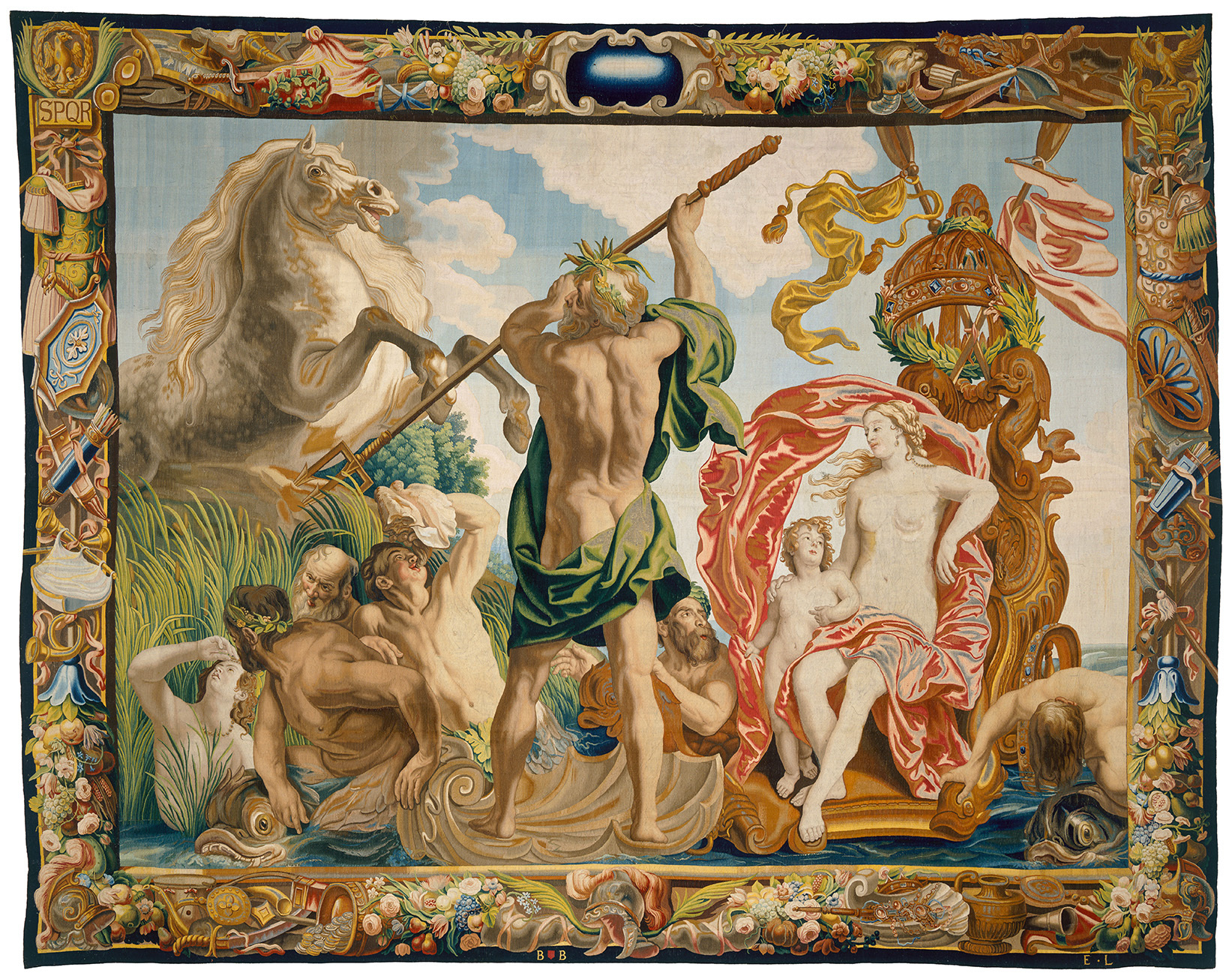
Еверар Лейнерс після картона Якоба Йорданса. «Нептун приборкує морського коня», до 1660 р.Арраси Брюсселя, Музей історії мистецтв, Відень
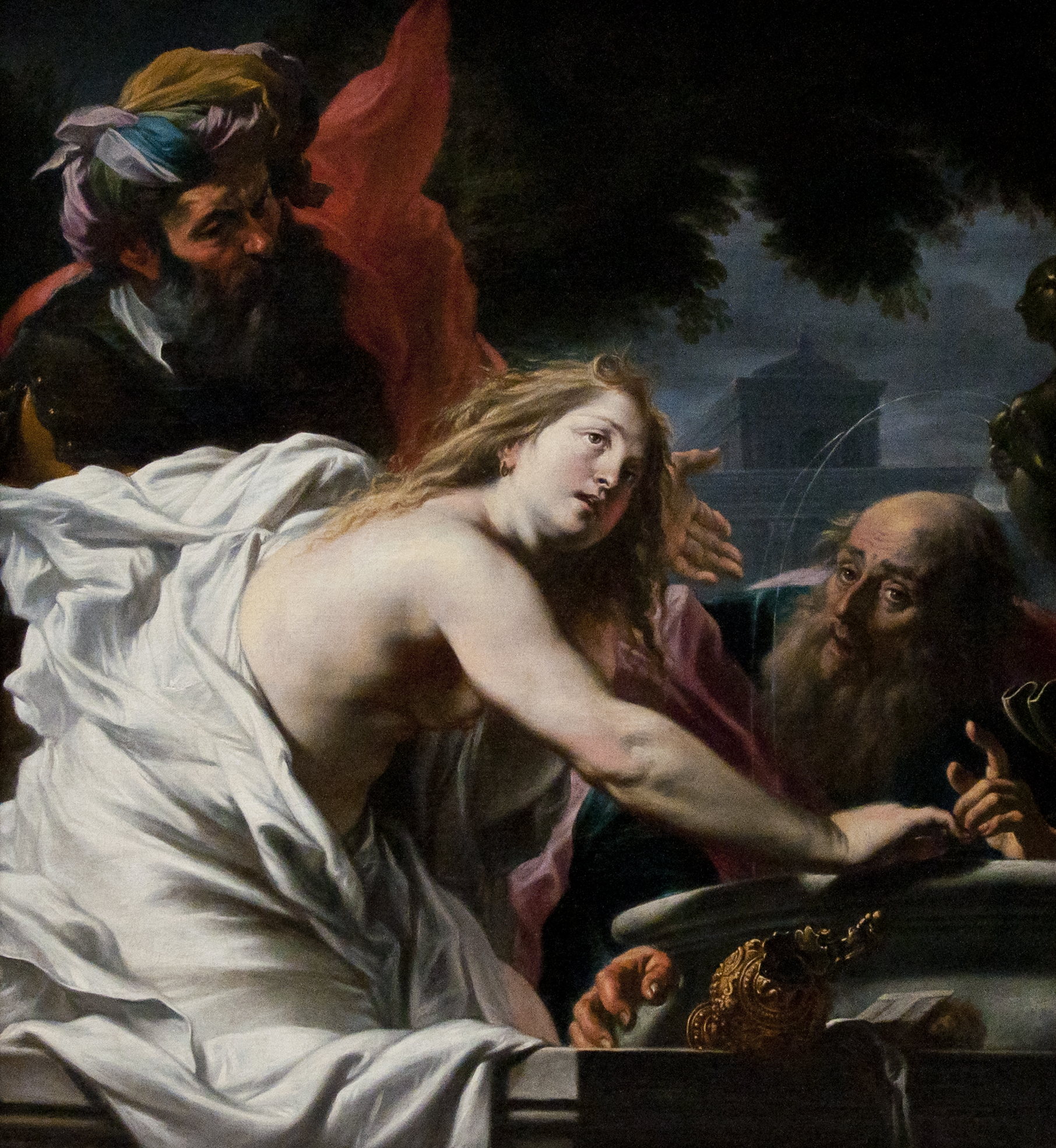
Корнеліс Схют. «Сусанна і старці»
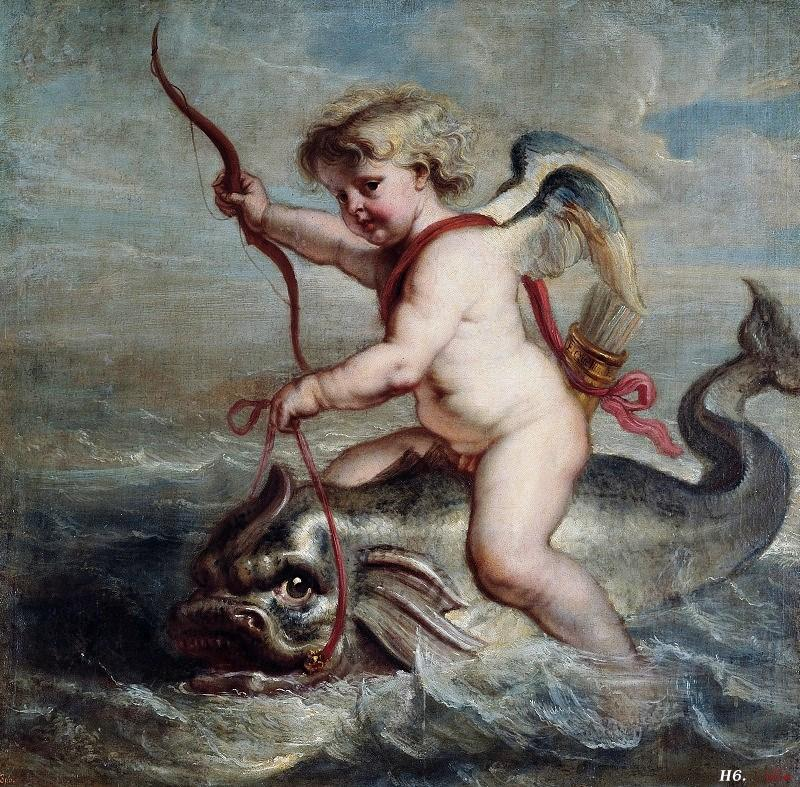
Ян Еразм Квеллінус. «Купідон на дельфіні».
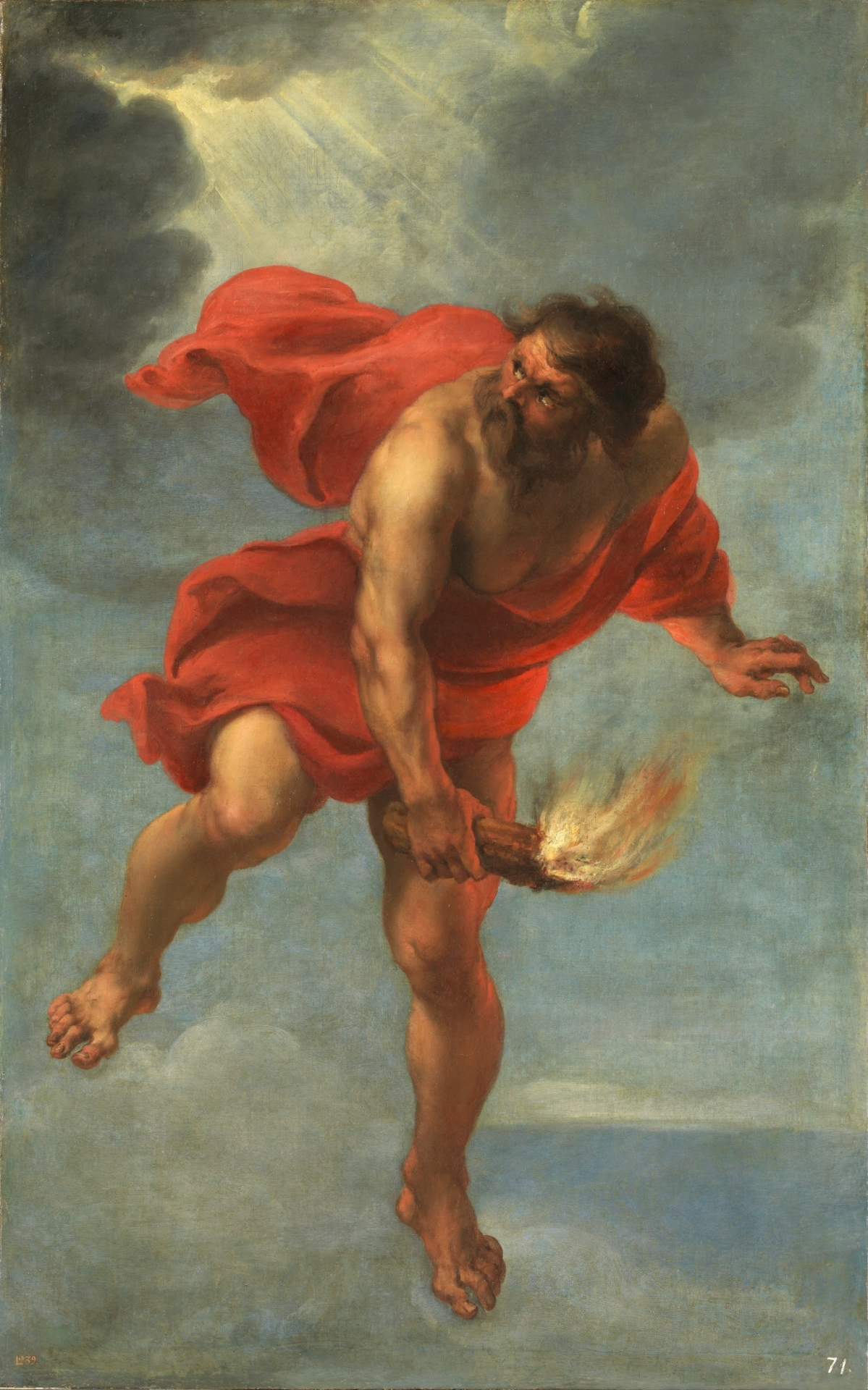
Ян Коссірс.  «Прометей викрав вогонь у бога Зевса», Національний музей Прадо, Мадрид